# Sozioökonomische Auswirkungen der COVID-19-Pandemie
Die COVID-19-Pandemie brachte vor allem ab dem Frühjahr 2020 weltweit die verschiedensten Arten von Auswirkungen hervor. Viele Menschen wurden krank und starben an COVID-19. Die Angst davor, dass sie selbst bzw. Menschen, für die sie sich verantwortlich fühlen, dieses Schicksal teilen würden, ergriff weltweit die Bevölkerung, Wissenschaftler und Politiker.
Handlungsbedarf ergab sich aus der Entwicklung der Zahl der Neuinfizierten und der Verstorbenen, aus der Wirtschaftskrise 2020–2021 (d. h. aus den ökonomischen Auswirkungen der Pandemie), aus einer problematischen Entwicklung gesellschaftlicher Strukturen (d. h. aus den sozialen Auswirkungen der Pandemie), aus psychischen Belastungen der Individuen und aus weiteren Auswirkungen. Neben die Sorge um das Leben und die Gesundheit der Menschen sowie die Belastbarkeit der Wirtschaft trat die Sorge, dass den Bevölkerungen Grundrechte länger als durch die Pandemie gerechtfertigt vorenthalten werden könnten.
Das Team der Forschungsgruppe „Zeitgenössische Solidaritätsstudien (CeSCoS)“ der Universität Wien führte ab April 2020 eine qualitative Interviewstudie (Titel der Studie: „Solidarität in Zeiten einer Pandemie – Was machen Menschen und warum? Kurz: SolPan“) zu der Frage durch, wie sie mit den Einschränkungen und Herausforderungen während der Pandemie umgingen. Viele Interviewte wünschten sich nicht nur Maßnahmen zum Schutz der Gesundheit und zur Unterstützung der Wirtschaft, sondern auch Maßnahmen gegen die vielfältigen negativen sozialen Folgen der Pandemie.

## Medizinisch-gesundheitspolitischer Hintergrund
Die COVID-19-Pandemie – auch Coronavirus-Pandemie oder Corona-Pandemie, anfangs auch Coronavirus-Epidemie genannt – ist ein Ausbruch der neu aufgetretenen Atemwegserkrankung COVID-19 (oder „Covid-19“, für englisch corona virus disease 2019). Diese Erkrankung war erstmals im Dezember 2019 in der Millionenstadt Wuhan der chinesischen Provinz Hubei auffällig geworden, entwickelte sich im Januar 2020 in der Volksrepublik China zur Epidemie und breitete sich schließlich im März 2020 weltweit aus. Um einer Ausbreitung in Staaten ohne leistungsfähige Gesundheitssysteme entgegenzuwirken, rief die Weltgesundheitsorganisation (WHO) am 30. Januar 2020 die internationale Gesundheitsnotlage aus. Am 11. März 2020 erklärte die WHO die bisherige Epidemie offiziell zu einer Pandemie, der ersten seit der Pandemie H1N1 2009/10.

## Wirtschaft

Übersicht des im April 2020 für das Jahr 2020 erwarteten prozentualen Rückgangs der Wirtschaftskraft je Staat. Für die braun markierten Staaten wurde ein Rückgang der Wirtschaftskraft erwartet, für die grün markierten Staaten ein Zuwachs der Wirtschaftskraft. Zu grau markierten Staaten gab es im April 2020 keine Daten. Quelle: Economic Outlook Report des Internationalen Währungsfonds.

Wie bei der SARS-Pandemie 2002/2003 zeigten sich bereits kurz nach Bekanntwerden der ersten Erkrankungsfälle wirtschaftliche Auswirkungen. Erste Schätzungen wurden unter Heranziehung der Bilanz der SARS-Pandemie vorgenommen. Diese habe die Weltwirtschaft mit etwa 40 Milliarden Dollar Kosten belastet (was etwa 0,5 Promille des weltweiten BIP entspricht).
Durch die COVID-19-Pandemie wurden weltweit viele Volkswirtschaften zum Teil dramatisch in Mitleidenschaft gezogen, erkennbar vor allem an Millionen von Arbeitslosen. Der Einzelhandel, Restaurantunternehmen und Konferenzveranstalter, Sportveranstaltungen, der Tourismus allgemein und die kommerzielle Luftfahrt wurden schnell von den Auswirkungen unmittelbar betroffen.
Die Europäische Zentralbank (EZB) legte zur Abfederung der wirtschaftlichen Folgen der COVID-19-Pandemie ein 750 Milliarden Euro umfassendes Notkaufprogramm auf; sie erklärte, auf dessen Grundlage bis Ende 2020 Staatsanleihen verschuldeter Mitgliedsstaaten der EU aufkaufen zu wollen. Um Finanzierungsengpässe von Firmen zu verhindern, wurde angekündigt, erstmals auch kurzfristige Unternehmensanleihen (Commercial Papers) aufzukaufen. Das Volumen aller Anleihenkäufe der EZB sollte 2020 auf 1,1 Billionen Euro steigen.
Die International Air Transport Association (IATA; Dachorganisation der internationalen Luftfahrt) schätzte am 21. Februar 2020 die zu erwartenden wirtschaftlichen Verluste für den internationalen Luftverkehr auf ein Volumen von etwa 30 Milliarden US$, wovon 27,8 Mrd. US-Dollar auf den asiatisch-pazifischen Raum und 1,5 Mrd. US-Dollar auf die übrige Welt entfielen.
Auch der Immobilienhandel in China erlebte 2020 einen Einbruch. Südkorea vermeldete in diesem Jahr einen Rückgang der Einfuhren aus China von 50 Prozent.

### Arbeitsmarkt und Arbeitsorganisation
Die chinesischen Behörden verlängerten nach dem chinesischen Neujahrsfest am 25. Januar 2020 die Ferien. In Russland wurde am 25. März 2020 die Folgewoche als landesweite bezahlte Ferienwoche deklariert; für die Lohnfortzahlung mussten die Betriebe aufkommen. Der Zeitraum wurde um einen Monat, bis zum 30. April, verlängert.
In japanischen Unternehmen wurde im Frühjahr 2020 zunehmend zu Hause gearbeitet, Besprechungen wurden zunehmend als Videokonferenzen gehalten. Arbeitnehmern wurden flexible Arbeitszeiten angeraten, um Stoßzeiten in den öffentlichen Verkehrsmitteln zu vermeiden. Auch in Deutschland wurde ab März 2020 zunehmend im per Teleheimarbeit – umgangssprachlich Homeoffice genannt – gearbeitet. Auch Konferenzen wurden in der Form von Web-Seminaren durchgeführt. Auch die EU-Kommission ordnete für Tausende Mitarbeiter in nicht-kritischen Funktionen ab 16. März 2020 Telearbeit an.
Etwa ein Drittel der weltweit Erwerbstätigen durfte April 2020 als Folge der Pandemie nicht ihrer Erwerbstätigkeit nachgehen. In Deutschland wurde weitgehend erfolgreich versucht, durch Kurzarbeitergeld und Hilfen für Arbeitgeber einen starken Anstieg der Arbeitslosenzahlen zu vermeiden. Anfang April 2020 wurde von der EU-Kommissionspräsidentin zur finanziellen Unterstützung von Arbeitnehmern und Selbstständigen das Solidaritätsinstrument Sure vorgeschlagen, das mit dem Marshallplan verglichen wurde. Die finanziellen Hilfen sollten bis zu 100 Milliarden Euro umfassen und durch Kredite und Umlenkungen im EU-Haushalt finanziert werden. Damit sollten in der EU Kurzarbeit und andere Maßnahmen unterstützt werden, die Beschäftigte und Selbstständige vor Entlassungen bzw. Einkommensverlusten schützen. 
Schweizer Unternehmen, welche den Betrieb behördlich verordnet einstellen mussten, erhielten von den Banken innert Stunden Sofort-Kredite von bis zu 500'000 Franken, für welche der Bund bürgte. Um Entlassungen zu vermeiden, wurden die Kriterien für Kurzarbeit erleichtert.
In den USA stiegen die Arbeitslosenzahlen ab Mitte März 2020 innerhalb von vier Wochen um mehr als 22 Millionen Menschen an. Unternehmen aus dem Dienstleistungssektor, die aufgrund von Maßnahmen gegen die Pandemie große Umsatzverluste erlitten, entließen dort ihre Beschäftigten. Da in den USA im Vergleich zu Europa weniger sozialstaatliche Hilfen vorhanden sind, wurden durch die US-Regierung als Reaktion auf die Pandemie Stützungsmaßnahmen von etwa 100 Milliarden US-Dollar für Arbeitslosengeld und Lebensmittelhilfen beschlossen. Global betrachtet könnte die Pandemie der Internationalen Arbeitsorganisation (ILO) zufolge Jobverluste von 305 Millionen äquivalenten Vollzeitstellen im zweiten Quartal 2020 verursacht haben.
Dramatischer war die Lage in zahlreichen Entwicklungs- und Schwellenländern ohne soziale Absicherung. Beispielsweise sind nach Angaben der ILO in Indien traditionell rund 81 % der Arbeiter im informellen Sektor beschäftigt, beispielsweise als Tagelöhner – ohne Verträge, Lohnfortzahlung oder Versicherung. Jeder Tag ohne Arbeit war Anfang der 2020er Jahre für sie ein Tag ohne Einkommen; viele hatten kaum Rücklagen. In Indonesien, Thailand oder Südafrika führte der Einbruch des Tourismus bei Hunderttausenden zu Einkommensverlusten, auch hier fehlte am Beginn der 2020er Jahre die soziale Absicherung. Nach Schätzungen der ILO haben bis Ende September 2020 allein in Lateinamerika rund 34 Millionen Menschen ihren Arbeitsplatz pandemiebedingt verloren.
Es wurde von vielen im April 2020 vorhergesagt, dass die COVID-19-Pandemie eine Beschleunigung der Digitalisierung von Prozessen im Unternehmen (Digital Business Transformation) bewirken werde.  Zu einem Digitalisierungsschub kam es nachweislich im Gesundheitswesen, in der Verwaltung und im Bildungswesen, also auch in der Schule. Es wurde angemahnt, nach dem anfänglichen, krisenbedingten Umstieg im Weiteren auf datensichere Anwendungen umzustellen.
Kritisch wurde angemerkt, dass eine Vereinbarkeit von Familie und Beruf im Home Office bei gleichzeitiger Betreuung kleiner Kinder in der Praxis kaum gegeben sei und dass die Bürde der Kinderbetreuung faktisch vor allem den Frauen zufalle. Daher sei eine geschlechtergerechte Verteilung der Sorgearbeit erforderlich, sowie eine Debatte darüber, dass eine geringere Leistung von Frauen während der Pandemie keinen Einfluss auf eine darauf folgende Beförderung haben dürfe. Während der Pandemie seien Eltern in ihrer akademischen Karriere gegenüber Kinderlosen besonders benachteiligt, da wissenschaftliche Karrieren auf der Anzahl der Veröffentlichungen aufbauen; die Zeit der Kinderbetreuung während der Pandemie sei als eine Art Elternzeit anzusehen und aus dieser Evaluation herauszunehmen. Das Virus bedrohe „Jahrzehnte gleichstellungspolitischen Fortschritts“.
Nach einer Häufung von Infektionsfällen in der Fleischindustrie in Deutschland (siehe: Corona-Infektionen bei Tönnies) forderten einige Politiker Änderungen der Regeln zu Arbeitsverträgen ebenso wie zur Tierhaltung.
Laut einem Beschluss des Bundestags wurde Arbeitgebern vom 1. März bis 31. Oktober 2021 erlaubt, Saisonarbeiter, an 102 statt wie zuvor an 70 Tagen ohne Sozialversicherung zu beschäftigen. Dadurch sollte das Ausmaß der Fluktuation beim Personal reduziert werden. Kritisch wurde angemerkt, dass generell nicht alle Arbeitgeber die Saisonarbeiter privat krankenversicherten und dass viele deshalb unversichert seien, auch im Fall einer COVID-19-Erkrankung. Erst ab Januar 2022 mussten Arbeitgeber gegenüber der Minijobzentrale angeben, wie die Beschäftigten krankenversichert waren. Im Bundestag war die Beschlussvorlage angesichts von Diskussionen um die fehlende Krankenversicherung zunächst wieder von der Tagesordnung genommen worden. Die Regelung trat am 1. Juni 2021 in Kraft, galt aber rückwirkend auch für kurzfristige Beschäftigungen, die frühestens nach dem 28. Februar 2021 begonnen hatten.
Institutionen wie die ILO und die Kampagne für Saubere Kleidung wiesen im Jahr 2021 auf Einkommensausfälle von ca. 10 Milliarden Euro für Beschäftigte der Textilindustrie, insbesondere in Bangladesch und Kambodscha, hin. Sie forderten die entsprechenden Konzerne auf, Zulieferbetrieben über die rechtlichen Mindestvorschriften hinaus einen Ausgleichsbeitrag zu leisten und sich an die Konventionen der ILO sowie weitere Übereinkommen zu halten. Die ILO und auch einzelne Firmen haben Notfallfonds eingerichtet, deren finanzielle Ausstattung angesichts der Lohnausfälle aber unzureichend ist.
Die Auswirkungen der Pandemie auf den Arbeitsmarkt betrafen in Deutschland zunehmend Arbeitnehmer mit einer Beeinträchtigung. So waren im Juli 2021 18.150 mehr schwerbehinderte Beschäftigte arbeitslos gemeldet als zwei Jahre zuvor, was einen Anstieg von 11,7 % bedeutet. Außerdem sank die Bewilligungsquote der Bundesagentur für Arbeit für Eingliederungszuschüsse im Jahr 2020 um rund 30 % gegenüber dem Jahr 2018.

### Sekundärer Wirtschaftssektor (Industrielle Produktion)
Gebäude (darunter auch Produktionsstätten) von in China niedergelassenen Unternehmen, gleich welcher Größe, wurden 2020 auf Geheiß der chinesischen Regierung für zwei Wochen geschlossen, sobald ein Mitarbeiter am Coronavirus erkrankte.
Mitte März 2020 kündigten Daimler und Volkswagen an, ihre Autoproduktion in Europa sofort für mindestens zwei Wochen zu stoppen.
Nach Angaben Unternehmenschef Torsten Müller-Ötvös war 2021 trotz der Pandemie ein „phänomenales Jahr“ für Rolls-Royce. Im Luxus-Sektor sei es nicht in erster Linie darum gegangen, Kunden zu finden, sondern eher darum, genügend Produkte herzustellen, um die stark gestiegene Nachfrage zu erfüllen (es wurden 2021 fast 50 Prozent mehr Autos verkauft als im Vorjahr). Insgesamt unterschrieben 5586 Käufer in aller Welt den Vertrag für eine Luxuskarosse. Auch Porsche stellte trotz Corona und Chipmangel 2021 einen neuen Absatzrekord auf: 2021 wurden knapp 302.000 Fahrzeuge von Porsche ausgeliefert – elf Prozent mehr als im Jahr davor.

#### Pandemiebedingte grundlegende Änderungen in der Produktion und in der Distribution
Die WHO warnte Anfang Februar vor einer Verknappung des Angebots an Atemmasken und anderer persönlicher Schutzausrüstung. Die Nachfrage sei um das Hundertfache gestiegen, die Preise bis um das Zwanzigfache. Das Robert Koch-Institut und das Nationale Zentrum für Infektionsprävention (Schweiz) veröffentlichten Hinweise für einen ressourcenschonenden Einsatz von Mund-Nasen-Schutz (MNS) und FFP-Masken. In Deutschland zentralisierte das Gesundheitsministerium die Beschaffung medizinischer Schutzausrüstung für Arztpraxen, Krankenhäuser und Bundesbehörden, zugleich wurde ein weitgehendes Exportverbot für Atemmasken und andere Schutzausrüstung verhängt, kurz darauf aber in eine Genehmigungspflicht umgewandelt.
Mehrere Unternehmen kündigten Produktionssteigerungen an oder nahmen stillgelegte Produktionslinien wieder auf. Unternehmen in anderen Sektoren stellten Produktionslinien auf die Produktion von Atemmasken um. Automobil- und Medizintechnikhersteller kooperieren, um Engpässen zu begegnen. Italien setzte Angehörige des Militärs zur Unterstützung eines Beatmungsgeräte-Herstellers ein. US-Präsident Donald Trump verpflichtete am 27. März 2020 auf Basis des Defense Production Act of 1950 General Motors dazu, Atemgeräte zu produzieren.
Im Zuge der Pandemie entstanden ab dem Frühjahr 2020 mehrere Open-Source-Projekte zur Herstellung von einfachen Beatmungsgeräten.
Medien berichteten, dass die Kapazität für Labortests in Europa erhöht wurde. Mediziner berichteten teils über Engpässe, etwa bei Abstrichröhrchen oder bei einem Enzym eines von der Berliner Charité verwendeten Tests. Medien berichteten Anfang März von Verzögerungen bei der Auswertung von Tests in Deutschland.
Bundesgesundheitsminister Jens Spahn warnte vor möglichen Arzneimittel-Engpässen. Er forderte daher, die Abhängigkeit von China bei der Arzneimittelproduktion zu überprüfen und Änderungen der EU-Wettbewerbsregeln anzustoßen, damit bestimmte Wirkstoffe wieder in der EU gefertigt würden.
Angesichts einer Knappheit von Desinfektionsmitteln begannen Apotheken, sie vorübergehend wieder in Eigenrezeptur herzustellen. Einige Likörhersteller stellten auf die Produktion von Desinfektionsmitteln um.

### Tertiärer Wirtschaftssektor (Dienstleistungen)
Im August 2023 wurde eine Studie veröffentlicht, die sich mit der Frage befasste, welche Langzeitfolgen die zwangsweise beschränkte räumliche Mobilität der Menschen in Deutschland auf deren langfristiges Verhalten hatte. Insbesondere wurde untersucht, welche Änderungen im Verhalten der Einwohner Deutschlands feststellbar waren, die nicht (vollständig) nach der Aufhebung COVID-19-spezifischer rechtlicher Mobilitätsbeschränkungen rückgängig gemacht wurden, darunter vor allem
- Änderungen bei der Wahl des präferierten Verkehrsmittels und der durchschnittlich zurückgelegten Entfernungen,
- „Normalisierung des orts- und zeitflexiblen Arbeitens“ in Branchen, in denen nicht eine vom Betrieb vorgegebene Anwesenheit am Arbeitsort auch während der Pandemiezeit weiterhin geboten war,
- Ausmaß des Online-Shoppings bzw. der Rückkehr zur Inanspruchnahme des stationären Einzelhandels.[70]

#### Verkehr
Mit Wirkung vom 6. April 2020 verfügte die Stadt Jena eine Pflicht, bei der Benutzung öffentlicher Verkehrsmittel einen Mund-Nasenschutz aufzusetzen. Andere deutsche Städte und Länder folgten diesem Beispiel mit einigen Tagen bzw. Wochen Verzögerung. Eine Studie der Universität Mainz ergab im Juni 2020, dass Jena es ohne seine Maßnahme nicht geschafft hätte, die Zahl der Neuinfektionen mit SARS-CoV-2 bis zum Frühsommer 2020 „praktisch auf null“ zu senken. Einige Epidemiologen in Deutschland hatten im Frühjahr 2020 den Sinn der in Ostasien seit Langem praktizierten Sitte bezweifelt, zum Schutz vor Atemwegsinfektionen einen Mund-Nasenschutz zu tragen.
Im Hinblick auf die Entwicklung der Verkehrsströme in Deutschland seit dem Beginn der Pandemie stellten die Verfasser der o. g. „Synthesestudie“ fest, dass
- die physische Mobilität der Einwohner Deutschlands abgenommen und der Anteil der Nahraummobilität zugenommen habe
- der Anteil der „aktiven Mobilität“ am Verkehrsgeschehen zugenommen habe, indem mehr Verkehrsteilnehmer zu Fuß bzw. mit dem Fahrrad unterwegs seien,
- die Nutzung des Öffentlichen Personennahverkehrs (ÖPNV) rückläufig sei
- der Umfang des Autoverkehrs auf hohem Niveau stagniere.

Die Möglichkeit des „orts- und zeitflexiblen Arbeitens“ werde durch einen Teil der Bevölkerung verstärkt wahrgenommen, und diese Wahl werde zunehmend als „normal“ bewertet. Welche Bedeutung dieser Sachverhalt für die Entlastung des Verkehrs habe, sei noch unklar.
Das Aufkommen des Luftverkehrs im deutschen Luftraum sank im Jahr 2020 auf das Niveau von vor 1989. 2020 wurden im gesamten deutschen Luftraum 1,46 Millionen Flüge verzeichnet, d. h. 56,2 Prozent weniger als im Vorjahr. Der Rückgang des Passagieraufkommens der zehn größten Flughäfen in Europa war in München mit 65,3 Prozent am größten. Im 1. Halbjahr 2023 betrug das Passagieraufkommen des Luftverkehrs in Deutschland wieder 74 Prozent des Werts vom 1. Halbjahr 2019.
Es hat den Anschein, dass die Flugscham-Diskurse der Jahre 2017 bis 2019 sich nicht nennenswert auf der Flugverhalten von Einwohnern Deutschlands in der Zeit nach der Erklärung des Endes der internationalen Gesundheitsnotlage im Frühjahr 2023 auswirken. Tourismusforscher Harald Zeiss sagte jedoch im März 2023 voraus, dass „wir […] wieder in eine Art Flugbewusstseinsphase kommen [werden], in der man von anderen zunehmend kritisch gesehen wird, wenn man fliegt. In der sich Urlauber immer weniger trauen würden, von Flugreiseerfahrungen zu erzählen.“

#### Tourismus
Bei einer Umfrage durch chinesische Ökonomen gab im Februar 2020 ein Drittel der befragten Unternehmen an, ihre Barreserven könnten innerhalb eines Monats aufgebraucht sein, da die Kundschaft (infolge der damals in China bereits verfügten Ausgangssperre) ausbleibe. Hotels, Restaurants und Unterhaltungseinrichtungen sind besonders betroffen.
Die chinesischen Behörden schlossen große Touristenattraktionen wie Teile der Chinesischen Mauer und weitere Attraktionen in den Großstädten Peking und Shanghai. Die Reisebeschränkungen der chinesischen Regierungen verursachten kurzfristig deutliche Einschnitte in den volkswirtschaftlichen Verhältnissen von Japan, Thailand und Vietnam.
Am 21. April 2020 wurde in Deutschland u. a. das mit einem Wirtschaftswert von mehr als einer Milliarde Euro bezifferte Münchner Oktoberfest (19. September bis 4. Oktober 2020) abgesagt, das außerhalb von Pandemiezeiten jährlich Touristen aus allen Teilen der Welt anzieht.
Als Folge der COVID-19-Pandemie wurden mehrere Kreuzfahrtschiffe unter Quarantäne gestellt und mussten ihre Route ändern, um in einem anderen Hafen anzulegen. Im Verlauf der Pandemie sperrten zahlreiche Staaten weltweit vorübergehend ihre Häfen für Kreuzfahrtschiffe. Mehrere Kreuzfahrtreedereien stellten ihren Betrieb vorübergehend ein. Die Annahmen,
- die kurzfristig quasi zusammengebrochene[80] Nachfrage nach Fahrten mit Kreuzfahrtschiffen werde frühestens 2024 wieder das Vorkrisenniveau erreichen,[81]
- es gebe deshalb vorerst keinen Bedarf an neuen Kreuzfahrtschiffen[82]
- und folglich müssten Werften, die Kreuzfahrtschiffe bauen, möglicherweise deshalb Insolvenz anmelden,[83]

erwiesen sich jedoch als falsch.

#### Groß- und Einzelhandel
Der Absatz im chinesischen Automarkt fiel im Februar 2020 gegenüber dem Vorjahreszeitraum um 80 % niedriger aus. Der Neuwagenverkauf in China brach um 92 % zusammen. Toyota stoppte Ende Januar 2020 vorübergehend seine Produktion in China.
Teilweise kam es zu Massenaufkäufen von Waren und dem Weiterverkauf zu überhöhten Preisen. Verkaufsplattformen schlossen Verkäufer, die Wucherpreise verlangten, jedoch mitunter aus.
Langfristig für Struktur des Einzelhandels von Bedeutung ist die verstärkte Nutzung der Möglichkeit für Kunden, auch während der Pandemie Lieferservices in Anspruch nehmen. Die Autoren der o. g. „Synthesestudie“ stellen hierzu fest: „Die COVID-19-Pandemie hat zu einem starken Anstieg des Online-Handels geführt. Ob Bekleidung, Elektronikartikel oder Essenslieferungen, aber auch Dienstleistungen wie Streaming oder Online-Weiterbildungen – ein wachsender Anteil des Handels ist in den digitalen Raum verlagert worden und erfordert damit oft weniger physische Beweglichkeit.“

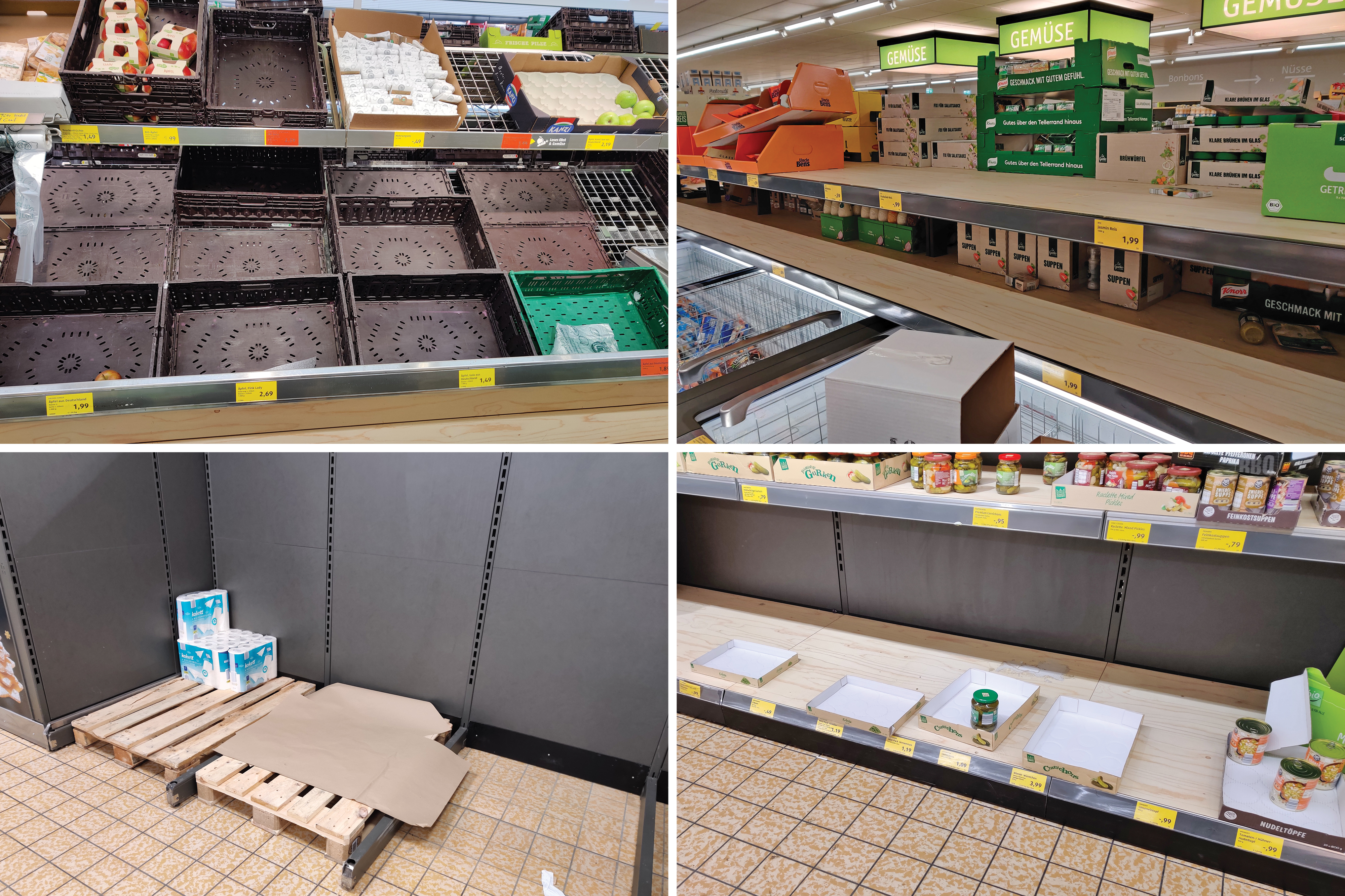
Im März 2020 waren aufgrund von Hamsterkäufen verschiedene Produkte wie Reis, Nudeln, Konserven und Toilettenpapier vorübergehend ausverkauft.
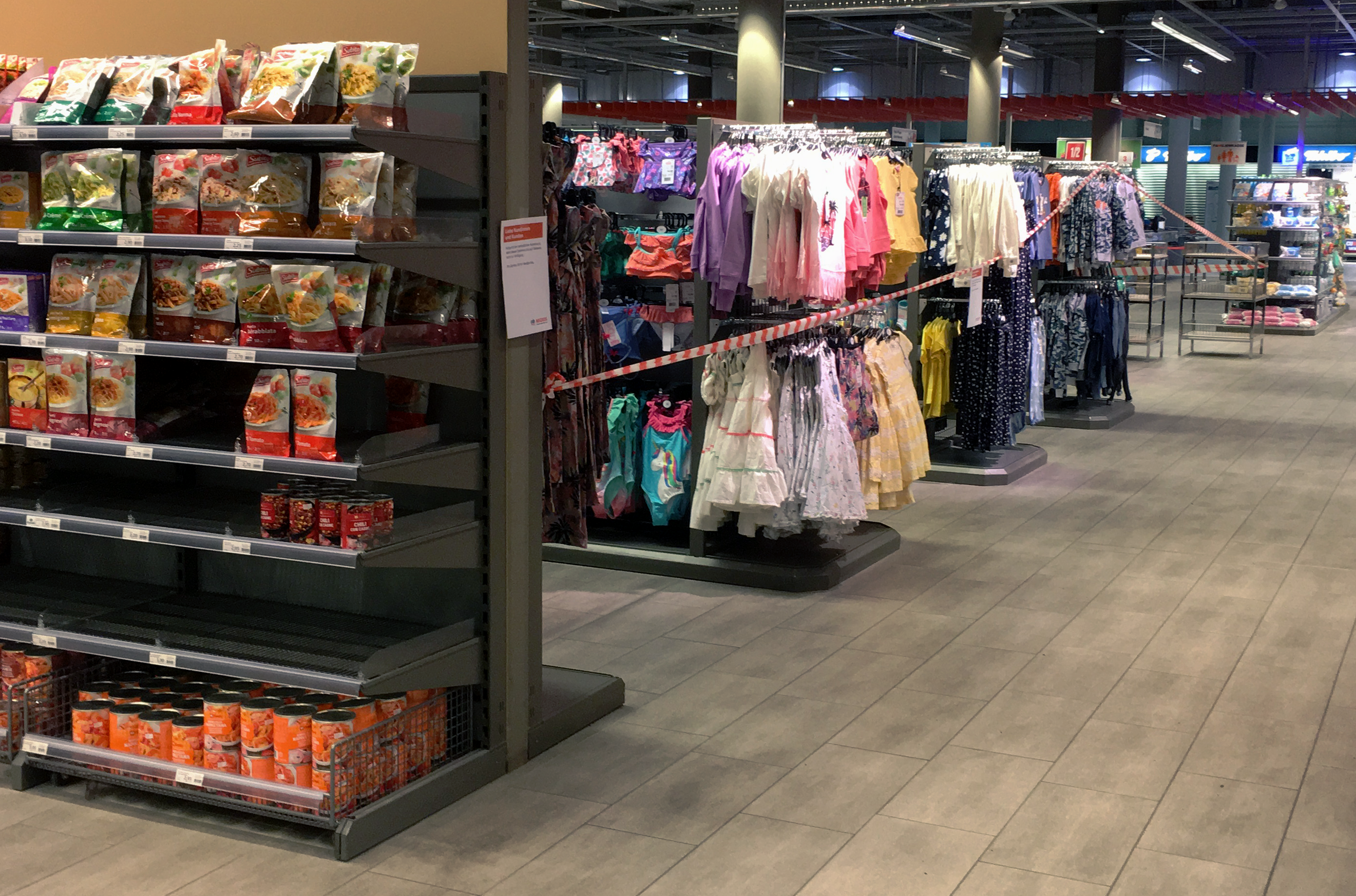
Ebenfalls im März 2020 war eine Kleiderabteilung in einer Detailhandelsfiliale abgesperrt.
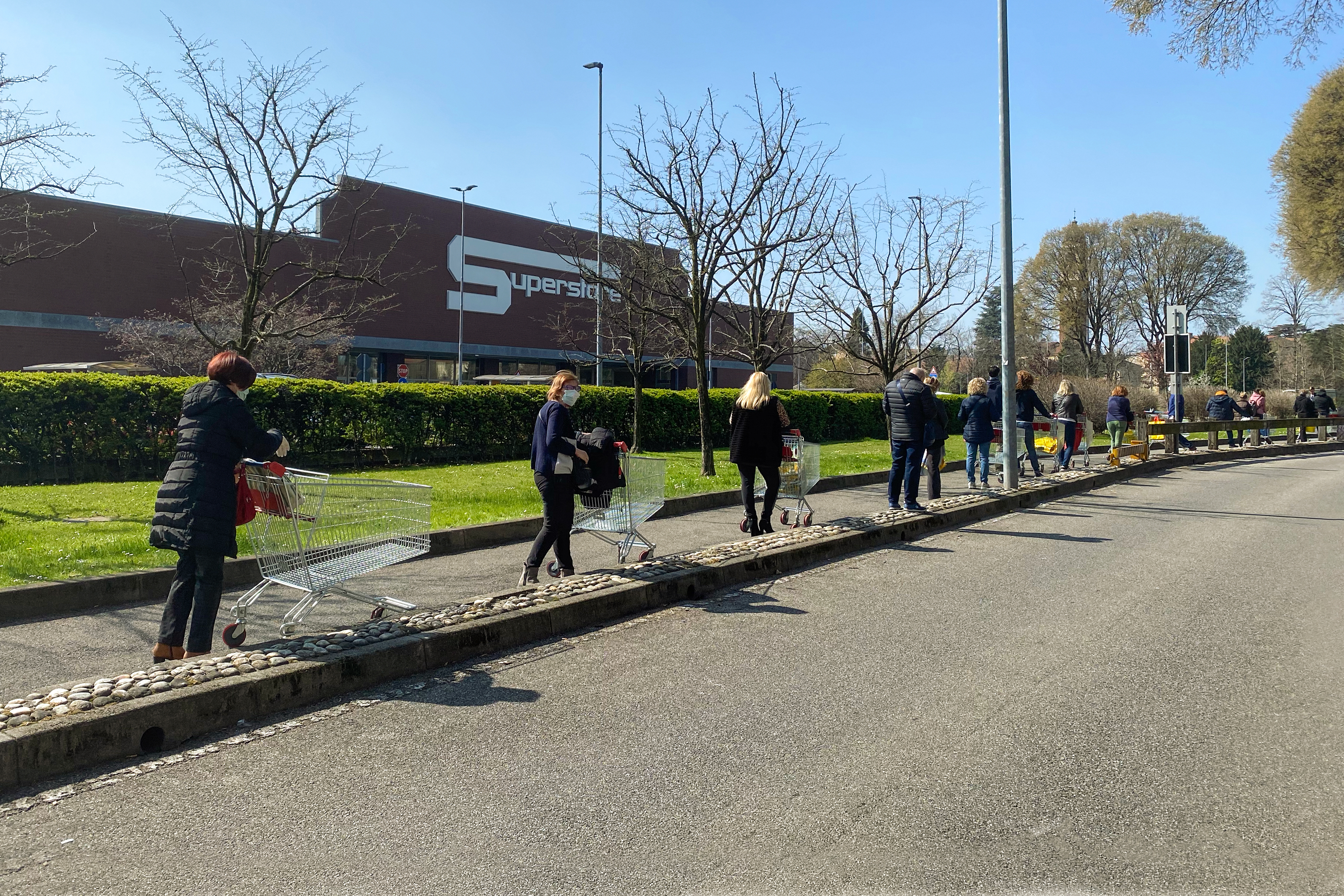
Dieses Foto einer Warteschlange vor einem Supermarkt mit große Abstände einhaltenden Kunden wurde im März 2020 in Italien aufgenommen.

#### Finanzwirtschaft / Börsen
Der Shanghai Composite Index verlor innerhalb von zwei Wochen über 10 %, von denen er nach dem 3. Februar 2020 über 5 % wieder wettmachte (Stand 13. Februar 2020). Die deutschen wie die US-Börsen verzeichneten Ende Januar 2020 nur vorübergehend einen Rückgang. Mit dem Bekanntwerden von Coronafällen in Italien erlitten der deutsche wie der amerikanische Aktienmarkt innerhalb von vier Tagen einen Einbruch von über 10 % im Vergleich zu den kurz zuvor erreichten Höchstständen. Am 27. Februar 2020 wurde beim Dow Jones der höchste Verlust in Punkten registriert (in Prozenten gab es jedoch etliche Male höhere Verluste). Der DAX verlor in der letzten Februarwoche 2020 12,4 % seines Kurswerts. Im Kontrast dazu stieg der Goldpreis als weniger risikobehaftet geltende Geldanlage zeitweilig auf das höchste Niveau der letzten sieben Jahre. Zwei Wochen später kam es erstmals wieder zu so starken globalen Kursverlusten wie während der Großen Rezession zur Zeit der Weltfinanzkrise im Jahr 2008. So erlitt der DAX am 9. März den größten prozentualen Tagesverlust seit den Terroranschlägen am 11. September 2001. Der Swiss Market Index SMI lag am 19. Februar 2020 bei 11.263 Punkten und verlor bis zum Tiefststand am 23. März 2020 (8161 Punkte) 27,5 % an Wert. Danach erholte er sich wieder bis vor Ostern (9. April 2020) auf 9452 Punkten, was einem Jahresverlust von 11 % entspricht. Auch fiel der Ölpreis am 20. April 2020 in den USA zum ersten Mal seit Beginn des Future-Handels kurzzeitig ins Negative.

#### Telekommunikation
Die Nutzung der Telekommunikationsnetze stieg als Folge des Verbots physischer Kontakte mit der Coronakrise sprunghaft an. Digitale Kommunikationstechnologie und digitale Plattformen waren wesentlich stärker nachgefragt.
Internetprovider verzeichneten angesichts von Videotelefonie, Chats und Medienkonsum am DE-CIX ein ca. 10 % höheres Datenaufkommen. Der französische EU-Kommissar Thierry Breton drängte im März 2020 Streaming- und Videoplattformen wie Netflix, YouTube und Prime Video zu reduzierten Bitraten ihrer Videos und folglich schlechterer Bildqualität. Dies wurde vom deutschen IT-Experten Felix von Leitner im März 2020 als „sinnloser Aktionismus“ verurteilt, da die Knotenpunkte wie DE-CIX 25 % Reserven haben und die Provider wie auch die Bundesregierung eine Überlastung verneinten. Ab Mitte Mai 2020 bot Netflix wieder Videos in der vollen Auflösung an.
Digitale Techniken wurden zudem auch zur Beobachtung der Virus-Ausbreitung eingesetzt. Einige Telekommunikationsunternehmen investierten früher als geplant in 5G. Zuverlässigkeit und Datenvolumen gerieten stärker in den Fokus, ebenso wie bestimmte Technologien wie berührungslose Eingabesysteme für Anwendungen im Kundenkontakt. Zu solchen Techniken zählt zum Beispiel die Eingabe mittels Gestenerkennung. 

#### Messen
Zusätzliche Geschäftsverluste durch den Abbruch physischer Kontakte zu Geschäftspartnern in Übersee wurden im Frühjahr 2020 erwartet. Es wurde angemeinommen, dass aufgrund einer Epidemie Aufträge aus dieser Region in den Segmenten Konferenzen und Incentive-Veranstaltungen entfallen würden. Die für den 24. bis 27. Februar 2020 geplante Mobilfunkmesse MWC Barcelona wurde am 12. Februar von den Veranstaltern abgesagt, wenige Tage später die für Ende März in Genf geplante Internationale Messe für Erfindungen und die für Ende April in Peking geplante Automesse Auto China. Auch der Genfer Auto-Salon, welcher vom 5. bis zum 15. März 2020 geplant war, wurde am 28. Februar 2020 abgesagt. Die für den 9. bis 11. Juni 2020 in Los Angeles angesetzte Electronic Entertainment Expo wurde im März abgesagt, sie soll stattdessen als Online-Event per Livestream stattfinden.
In Deutschland wurden u. a. die für den 12. bis 15. März 2020 geplante Leipziger Buchmesse am 3. März und die für April 2020 geplante Hannover-Messe am 26. März abgesagt, die für den 23. Juni bis 3. Juli 2020 in Düsseldorf geplante drupa, die normalerweise nur alle vier Jahre stattfindet, wurde auf den 20. bis 30. April 2021 verschoben.

#### Kultur

##### Verlagsbranche
Durch die vorübergehende Schließung der Buchhandlungen im deutschsprachigen Raum und die Absage der Leipziger Buchmesse 2020 sowie einer Vielzahl weiterer kultureller Veranstaltungen wurde die Verlagsbranche schwer getroffen. Musikverlage waren zusätzlich von der Absage vieler Konzertveranstaltungen betroffen, die zum Ausfall von Einnahmen aus dem Verleih von Aufführungsmaterialien führte. Verlage und Buchhandlungen mussten vielfach Kurzarbeit und andere Formen staatlicher Hilfe beantragen, Verlagsprogramme wurden ausgedünnt und Neuerscheinungen verschoben. Gleichzeitig verlagerte sich der Buchverkauf überwiegend ins Internet. Der Börsenverein des Deutschen Buchhandels rief die Politik zu einer Unterstützung der Branche sowie die Kunden – trotz zu erwartender Einschränkungen physischer Konktakte – dazu auf, Bücher im örtlichen Buchhandel zu kaufen. Autoren, Übersetzer und Schauspieler ebenso wie Verlage und Veranstaltungsorte machten Lesungen online als Videostream verfügbar.

##### Filmproduktion und Kinos
Durch die Entscheidung der chinesischen Führung, alle 70.000 Kinos im Land vorübergehend zu schließen, erlebte bereits im Winter 2019/2020 die Unterhaltungsbranche in China Umsatzeinbußen von mehr als einer Milliarde US-Dollar.
Mehrere Filmstudios, darunter auch die Walt Disney Company, verschoben Kinostarts. Dies betraf u. a. die Filme Fast & Furious 9, Mulan und James Bond 007: Keine Zeit zu sterben.
Ausgenommen von den Kino-Schließungen waren Autokinos, die eine Renaissance erlebten. Die Autokinos wurden teilweise auch für kirchliche Veranstaltungen genutzt.

##### Fernsehen und Streaming
Erlebte die Kinobranche einen zuvor ungekannten Einbruch der Besucherzahlen, stieg die Nutzerzahl der Video-on-Demand-(Streaming)-Dienste, bspw. bei Netflix, an.
Eine weitere Folge der Pandemie war, dass Live- oder Live-on-Tape-Sendungen von Fernsehshows ohne Publikum erfolgten, um der Infektionsgefahr zu begegnen. Zunächst wurde beispielsweise in Deutschland die heute-show am 13. März 2020 noch durch wenige im Studio vorhandene Personen (Hausmeister, Feuerwehr) mit Applaus begleitet, kurz darauf wurden Fernsehshows, Talkshows und auch das aktuelle Sportstudio ganz ohne Publikum gesendet. Andere Sendungen, die sonst mit Publikum aufgezeichnet wurden, entfielen. Sendungen, die als Folge der Coronaviruspandemie ohne Zuschauer stattfanden, wurden in den Medien auch als „Geisterfernsehen“ bezeichnet, bei Talkshows konnte dieses Vorgehen den Vorteil der Konzentration auf die Sache bringen, da Talkshowgäste nicht durch den Applaus des Studiopublikums ermuntert wurden.
Weitere Auswirkungen waren ein breiteres Angebot in den Mediatheken der deutschen öffentlich-rechtlichen Sendeanstalten und wegen der Schulschließungen mehr Sendungen im Fernsehprogramm für Kinder und Jugendliche. Auf Sport spezialisierte Pay-TV-Sender wie Sky Sport hatten Probleme wegen der Absage der Fußballligen.
Große Auswirkungen hatte die Pandemie auch auf die Synchronbranche, in der erstmals seit dem Zweiten Weltkrieg großflächig Studios für längere Zeit geschlossen wurden. Der Synchronverband e. V. – Die Gilde erklärte am 18. März 2020 in einer Pressemitteilung, Mitglieder- sowie Partnerstudios würden aufgrund der gesundheitlichen Lage ihre Studios und Ateliers bis mindestens zum 19. April 2020 geschlossen halten. In Abstimmung mit den verschiedenen Branchenverbänden wird die Arbeit seit dem 20. April 2020 fortgesetzt.
Die Schließung der Studios hatte direkte Auswirkungen auf die Ausstrahlung verschiedener Serien. Da die Synchronfassung bei einigen Serien erst kurz vor dem Sendetermin erstellt werden kann, z. B. wenn die Episoden kurz nach der US-Ausstrahlung gesendet werden sollen, gab es oftmals nicht genügend bereits synchronisierte Folgen, so dass die Sender gezwungen waren, entweder die Episoden im Originalton zu senden (bspw. The Walking Dead bei FOX oder Star Wars: The Clone Wars bei Disney+) oder die Ausstrahlung zu verschieben (bspw. Deputy – Einsatz Los Angeles bei 13th Street).

##### Computerspiele
Computerspiele, die von sehr vielen Spielern gleichzeitig über das Internet gespielt werden (vergleiche Massively Multiplayer Online Game, MMOG), erlebten infolge der Pandemie einen großen Boom: Am ersten Wochenende im März 2020 gab es auf der Spieleplattform Steam einen neuen Zugriffsrekord von mehr als 20 Millionen Benutzern. Dabei spielten über sechs Millionen Benutzer zur gleichen Zeit online. Als Auswirkung der räumlichen Distanzierung (auch unzutreffend als social distancing bezeichnet) wuchs das Bedürfnis, virtuell mit anderen zu interagieren, was durch den Mehrspieler-Modus von MMOGs unterstützt wird.

##### Veranstaltungen
Theater, Konzerte, Festivals usw.
Die Verleihung der Goldenen Himbeeren 2020, die für den 14. März 2020 geplant war, wurde abgesagt, die für den 21. März 2020 geplante Verleihung der Goldenen Kamera wurde auf den 12. November 2020 verschoben.
Abgesagt wurde der für Mai 2020 geplante Eurovision Song Contest 2020, die ebenfalls für Mai 2020 geplanten Internationalen Filmfestspiele von Cannes sollen verschoben werden.
Zudem fielen verschiedene Musikfestivals aus, wie z. B. das Glastonbury Festival und das Download-Festival in England, das Roskilde-Festival in Dänemark, Nova Rock in Österreich Rock am Ring, Rock im Park und Parookaville in Deutschland.
Am 30. Juni 2020 schloss in Hamburg nach 117 Jahren Geschäftstätigkeit die „Theaterkasse Schumacher“ als älteste stationäre Vorverkaufsstelle der Branche. Hierfür waren neben dem zwangsläufig reduzierten Geschäft auch die nicht erkennbare Perspektive für die Wiederaufnahme von Großveranstaltungen ausschlaggebend.
Darstellende Künstler
Im Verlauf der Krise waren darstellende Künstler (Schauspieler, Musiker) existenziell betroffen, da keine Auftritte vor Publikum und Filmproduktionen nur eingeschränkt möglich waren. Deshalb kam es in den Medien wiederholt zu Rufen nach staatlicher Unterstützung. Aufgrund der Pandemie konnten Unternehmen in Deutschland auf Antrag von Abgaben zur KSK befreit bzw. Abgaben gestundet werden. Versicherte konnten ihre Beiträge anhand der fehlenden Einnahmen reduzieren lassen.

##### Schaustellergewerbe
Das Oktoberfest in München wurde wegen der COVID-19-Pandemie erstmals seit 1949 abgesagt. Insgesamt wurden während der Zeit des „internationalen Gesundheitsnotstandes“, der im Frühjahr 2023 für beendet erklärt wurde, viele Volksfeste abgesagt.

#### Professionell betriebener Sport
Zahlreiche Sportveranstaltungen wurden wegen der Pandemie abgesagt oder verschoben, zunächst waren Veranstaltungen in China, später in Asien und mit Verlauf der Pandemie weltweit betroffen. Hier einige Beispiele:
Zwei Rennen des Alpinen Skiweltcups, die am 15. und 16. Februar 2020 in Yanqing hätten stattfinden sollen, wurden am 29. Januar durch die Fédération Internationale de Ski aus Gründen der Sicherheit abgesagt. Die Rennen waren als Hauptprobe für die Olympischen Winterspiele 2022 gedacht.
Die Hallen-WM im chinesischen Nanjing sollte ursprünglich vom 13. bis 15. März 2020 ausgetragen werden. Der Termin wurde am 29. Januar durch den Leichtathletik-Weltverband abgesagt, die Hallen-WM soll nun im Jahr 2021 nachgeholt werden. Eine Verlegung an einen anderen Ort war nicht mehr möglich.
Der Sanya E-Prix, geplant für den 21. März 2020, wurde von den Organisatoren der FIA-Formel-E-Weltmeisterschaft am 2. Februar abgesagt. Man hielt sich dabei jedoch offen, das Rennen später auszutragen.
Die für den Zeitraum 30. März bis 5. April 2020 in Peking geplanten China Open im Snooker wurden am 31. Januar durch die World Professional Billiards & Snooker Association auf ein unbestimmtes Datum verschoben.
Die Professional Squash Association verschob im Februar 2020 die Austragung zweier Turniere auf einen noch unbekannten späteren Zeitpunkt, darunter die Macau Open.
In der Formel-1-Weltmeisterschaft wurde zunächst der für den 19. April 2020 auf dem Shanghai International Circuit geplante Große Preis von China durch den Weltautomobilverband FIA am 12. Februar 2020 auf unbestimmte Zeit verschoben. Kurzfristig wurde das für den 15. März 2020 geplante Auftaktrennen im australischen Melbourne am 13. März abgesagt. Zuvor war bekannt geworden, dass ein Mitglied des McLaren Racing Teams positiv auf SARS-CoV-2 getestet worden war und das Team deshalb nicht am Auftaktrennen teilnehmen würde. Die weiteren Rennen bis Mitte Juni (Großer Preis von Bahrain, Großer Preis von Vietnam, Großer Preis der Niederlande, Großer Preis von Spanien, Großer Preis von Monaco, Großer Preis von Aserbaidschan, Großer Preis von Kanada) wurden auf unbestimmte Zeit verschoben, die in Melbourne und Monaco sogar ganz abgesagt; ob es eine Saison 2020 geben wird, ist noch unklar. Mitte April gab es den Vorschlag, dass mit dem Großen Preis von Österreich ohne Zuschauer die Saison startet.
Die German Open, ein internationales Badmintonturnier, das am 3. März 2020 in Mülheim an der Ruhr in der innogy Sporthalle beginnen sollte, wurde am 26. Februar abgesagt und auf einen unbestimmten späteren Termin verschoben.
Die vom 5. bis zum 8. März 2020 in Viersen geplante Dreiband-Weltmeisterschaft für Nationalmannschaften wurde durch die Union Mondiale de Billard auf einen unbestimmten späteren Termin verschoben; zugleich wurde eine Mitte April in Seoul geplante Ausgabe des Survival 3C Masters abgesagt.
Der für den 8. März geplante Engadin Skimarathon, die größte Skilanglaufveranstaltung der Schweiz, fand ebenfalls nicht statt.
Das für den 21. März 2020 geplante Eröffnungsrennen des UCI-Weltcups Mailand–Sanremo wurde abgesagt.
Die für den 29. März angesetzte Traditions-Ruderregatta Boat Race auf der Themse zwischen den Universitäten von Oxford und Cambridge wurde am 16. März durch die Veranstalter abgesagt.
Die für den 5. April 2020 in Tampa im Raymon James Stadium geplante Großveranstaltung Wrestlemania 36 soll nach Aussage World Wrestling Entertainment vom 16. März ganz ohne Zuschauer im WWE Performance Center abgehalten werden.
Im Tennis wurden die für Mai und Juni 2020 geplanten French Open in den September und Oktober verlegt.
Die Wimbledon Championships für das Jahr 2020 wurden Anfang April abgesagt.
Nachdem bereits Anfang März 2020 die Gibraltar Open im Snooker während der drei Turniertage mit nur hundert Zuschauern und während der übrigen zwei Tage gänzlich hinter verschlossenen Türen stattfanden, wurden in den folgenden Tagen mehrere Snookerturniere, darunter die für wenige Tage nach den Gibraltar Open geplante Tour Championship und die für Ende März geplanten Play-offs der Challenge Tour, verschoben. Ebenfalls erfolgte die Verschiebung der für Ende April bis Anfang Mai 2020 im britischen Sheffield geplanten Snookerweltmeisterschaft sowie der für die Tage vor Turnierbeginn geplanten WM-Qualifikation.
Die Austragung der für Juli und August 2020 geplanten Olympischen Sommerspiele 2020 wurde bereits am 19. Februar 2020 durch den Virologen Hitoshi Oshitani von der japanischen Universität Tōhoku auf einer Pressekonferenz zu den Infektionen auf dem Kreuzfahrtschiff Diamond Princess in einer ersten Einschätzung in Frage gestellt; am 24. März wurden die Olympischen Sommerspiele 2020 in Tokio endgültig auf das Jahr 2021 verschoben.
 
Der Spielbetrieb von Fußballligen wie der des italienischen Fußballs, des deutschen Fußballs, des russischen Fußballs, der US-amerikanischen Major League Soccer oder der 1. und 2. Liga in Spanien wurde ab März 2020 vorübergehend eingestellt.
Vor der Unterbrechung gab es am 11. März 2020 das erste Geisterspiel (Borussia Mönchengladbach gegen den 1. FC Köln) in der Geschichte der Fußball-Bundesliga. Die Major League Soccer wird frühestens am 8. Juni wieder den Spielbetrieb aufnehmen.
Die ursprünglich für den Sommer 2020 geplante Fußball-Europameisterschaft der Männer wurde durch die UEFA auf Sommer 2021 verschoben. Auch die für den Sommer 2020 geplante Copa America wurde um ein Jahr verschoben.
Ebenso wurde der Spielbetrieb in den Ligen weiterer Sportarten ab März 2020 noch innerhalb der Saison unterbrochen, beispielsweise in der deutschen Basketball-Bundesliga, in der US-amerikanischen National Basketball Association (NBA) oder der US-amerikanischen Eishockeyliga (National Hockey League, NHL). Die Deutsche Eishockey Liga sagte sogar ihre gesamte Spielzeit ab. Nachdem am 12. März 2020 bereits die Hockey-Saison in der Schweiz abgebrochen wurde, musste am 21. März auch die für den Mai in der Schweiz geplante Eishockey-Weltmeisterschaft der Herren abgesagt werden. In den USA wurde zudem die Baseball-Saison 2020 auf unbestimmte Zeit verschoben.
Der vom 9. bis zum 31. Mai 2020 geplante Giro d’Italia wurde verschoben. Er findet erst nach den UCI-Straßen-Weltmeisterschaften in Aigle-Martigny in der Schweiz statt, die vom 20. bis 27. September ausgetragen werden. Die Tour de Suisse wurde für 2020 ganz abgesagt. Die Tour de France wird um zwei Monate verschoben. Sie wird jetzt vom 29. August bis zum 20. September ausgetragen.

### Wirtschaftseinheit Privathaushalte

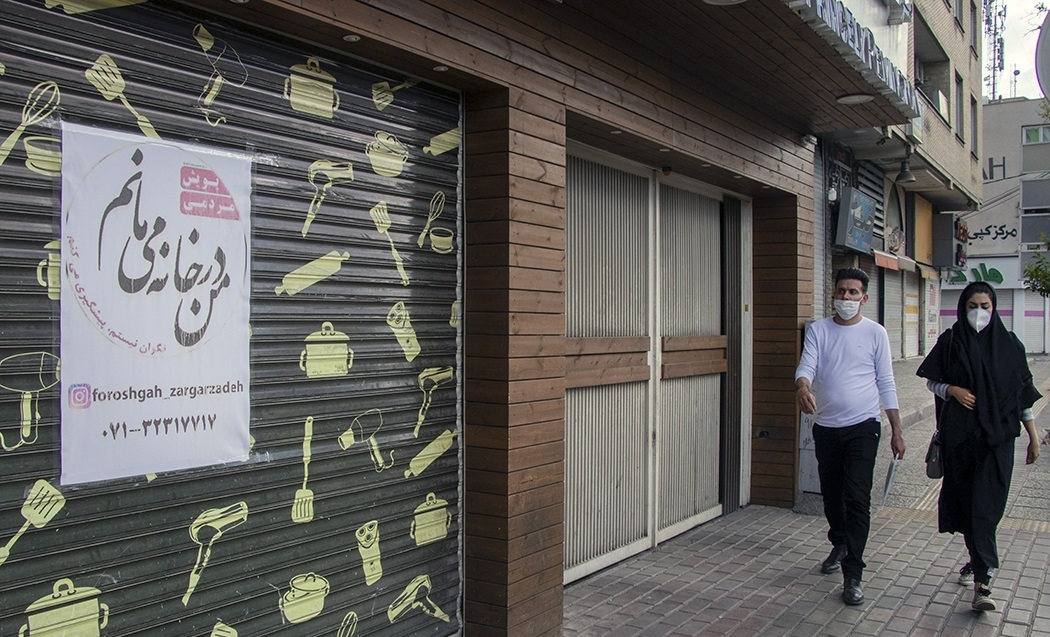
Passanten im iranischen Schiras mit Mundschutz neben einem geschlossenen Geschäft, Mitte März 2020

Das Marktforschungsinstitut GfK analysierte die Auswirkungen durch geändertes Kaufverhalten der Konsumenten im ersten Halbjahr 2020 innerhalb der EU-5-Gruppe, wobei beispielhaft Untersuchungen einzelner Länder dargestellt sind. In der ersten, als „Panic Phase“ bezeichneten Phase wurden vermehrt essentielle Güter nachgefragt, insbesondere stieg der Bedarf nach Ausrüstung für Heimarbeit (Notebooks, Tablets und Monitore ca. 50 % Zunahme in Großbritannien bzw. Frankreich). Diese wurden vermehrt im Online-Handel nachgefragt. In der darauffolgenden, frühen Phase des Lockdowns konnte ein starker Anstieg bei Produkten zur elektronischen Unterhaltung sowie für Lebensmittelzubereitung und -aufbewahrung beobachtet werden, womit sich die Konsumenten auf längere Phasen des Zuhause-Bleibens vorbereiteten (Gefrierschränke +185 % in Deutschland). Gleichzeitig wurden andere Ausgaben z. B. für Kleidung verringert. Der Absatz im Online-Handel verdoppelte sich bis Mitte April 2020, während er im stationären Handel um die Hälfte zurückging. In der späteren Phase des Lockdowns und der beginnenden Wiederöffnung flachten diese Trends teilweise ab oder kehrten sich wieder um.
Als ein Maß für die wirtschaftlichen Aktivitäten der Bevölkerung gilt der Mobilitätsindex von Google, der die Besucherzahlen an verschiedenen Orten beobachtet. Mit diesen Daten und eigenen Analysen berechnete der Internationaler Währungsfonds, welche Auswirkungen der Lockdown und die freiwilligen Einschränkungen der Bevölkerung auf die Mobilität hatte. Bezogen auf die ersten 90 Tage nachdem in den jeweiligen Ländern die Epidemie ausgebrochen war, verzeichneten Industrieländer einen Rückgang der Mobilität von knapp 20 %, Schwellen- bzw. Entwicklungsländer jeweils etwa 15 % bzw. 10 %. Dabei wurde über die Hälfte des Rückgangs bei Industrienationen auf freiwillige Einschränkungen zurückgeführt, die auch bei Aufhebung des staatlichen Lockdown teilweise beibehalten wurden, während bei Schwellen- bzw. Entwicklungsländern der überwiegende Anteil durch staatliche Maßnahmen verursacht sei. Dies habe insbesondere Auswirkungen auf die Strategie der Industrieländer zur wirtschaftlichen Erholung. Es reiche demnach nicht aus, bloß die staatlichen Maßnahmen zu lockern, solange die Gesundheitsrisiken durch die Pandemie noch bestehen. Stattdessen müsse der Staat Maßnahmen aufzeigen, die die Sicherheit der Bürger bei wirtschaftlichen Aktivitäten sicherstellen, etwa durch Einhaltung von Mindestabständen.

## Nicht-kommerzielle Aktivitäten

### Religionsausübung
Wegen Kontaktsperren bzw. räumlicher Distanzierung kam es zu Einschränkungen in der Religionsausübung. Beispielsweise fanden in Deutschland „Versammlungen zur Religionsausübung“ seit Mitte März 2020 nicht mehr statt. Dies betraf unter anderem katholische, evangelische und jüdische Gottesdienste sowie islamische Freitagsgebete. Stattdessen wurden Gottesdienste über das Radio und Internet verbreitet. Auch die Seelsorge kann nur mit Einschränkungen geleistet werden.
In Russland dauerte es relativ lange, bis die Russisch-Orthodoxe Kirche Gottesdienste absagte. Nachdem der Gouverneur von Sankt Petersburg Ende März 2020 angeordnet hatte, die Kirchen in der Stadt zu schließen, rief am 29. März der Patriarch Kirill landesweit die Gläubigen auf, zu Hause zu beten. Die Zeugen Jehovas wurden – zum ersten Mal seit Bestehen der Religionsgemeinschaft – von ihren Zentralen aufgerufen, ihre Missionierungen an Haus- und Wohnungstüren vorläufig auszusetzen. Diese Praxis könne, so die Begründung, den Eindruck erwecken, als missachte man die Gesundheit derer, die man bekehren wolle. Stattdessen wurden Menschen per Brief angeschrieben, um ihnen Bibelstudien anzubieten. Online-Übertragungen ersetzten die wöchentlichen Zusammenkünfte. Stephen Lett, ein Mitglied des Leitungsgremiums der Zeugen Jehovas, sagte in einer Videobotschaft, dass das Auftreten des Virus ein Anzeichen sei, dass der „finale Teil der letzten Tage“ angebrochen sei. Auch die Kirche Jesu Christi der Heiligen der Letzten Tage stoppte Haustürmissionen; überdies rief sie viele ihrer Missionare aus aller Welt zurück. Laut einem Historiker der Kirche in Salt Lake City war es das zweite Mal, nachdem im Zweiten Weltkrieg viele ihrer Missionare aus Europa zurückgeholt worden waren.
Die Generalaudienzen und das Angelus-Gebet von Papst Franziskus fanden in der Vatikanstadt ab März 2020 nicht mehr vor großen Menschenmengen statt, sondern wurden lediglich aus dem Apostolischen Palast via Livestream ins Internet übertragen. Erstmals in der jüngeren Geschichte der katholischen Kirche wurde der päpstliche Segen Urbi et orbi wegen der COVID-19-Pandemie außerplanmäßig am 27. März 2020 gespendet. Eigentlich wird dieser nur zu Ostern, Weihnachten und unmittelbar nach dem ersten öffentlichen Auftreten des neugewählten Papstes erteilt. Der Papst bezog dabei und auch bei späteren Gottesdiensten zwei Gnadenbilder ein, die normalerweise in anderen Kirchen der Stadt Rom aufbewahrt werden. Auch an anderen Orten griff die katholische Kirche auf Wallfahrtsheiligtümer und entsprechende Praktiken der Verehrung zurück: In Prato wurde am 19. März die Reliquie des Heiligen Gürtels außerplanmäßig als Zeichen dafür gezeigt, dass sich die Stadt „in dieser gesundheitlichen Notlage Maria anvertraut“. In Turin wurde das Turiner Grabtuch am 11. April (Karsamstag) 2020 während einer per Video übertragenen Andacht zur Schau gestellt, obwohl die nächste Ausstellung eigentlich erst für 2025 geplant war.

### Politisches Engagement von Nicht-Politikern
Die Europäische Gruppe für Ethik der Naturwissenschaften und der Neuen Technologien (EGE) rief im April 2020 in einer Erklärung über die Europäische Solidarität und den Schutz der Grundrechte während der COVID-19-Pandemie zu Solidarität mit stärker von der Pandemie betroffenen Menschen und Staaten auf. Sozioökonomischen Auswirkungen der Pandemie sei durch direkte Unterstützung zu begegnen. Neben der Rettung von Menschenleben sei darauf zu achten, dass die Krise nicht zur Usurpation von Macht missbraucht werde und dass die zur Bewältigung der Krise gesammelten Überwachungsdaten gelöscht würden. Nach der Krise sei aus den gesammelten Erfahrungen eine gemeinsame Strategie für den Umgang mit zukünftigen Bedrohungssituationen zu entwickeln.

### Ehrenamtliche Aktivitäten

#### Gemeinnützige Aktionen
Bis zum 13. März schlossen 30 der knapp 950 Tafeln in Deutschland, mit der Begründung, dass Kunden ebenso wie ehrenamtliche Helfer typischerweise zu den Risikogruppen (Ältere, Vorerkrankte) zählten. Als Ersatz wurden „kreative Lösungen“ wie eine Ausgabe vorgepackter Tüten unter freiem Himmel oder ein Lieferdienst angedacht. Zuvor war bereits ein verringertes Aufkommen an Essensspenden beobachtet worden, da viele Menschen auf Vorrat einkauften und daher weniger Lebensmittel gespendet wurden. Die von der katholischen Kirche in Italien betriebenen Mensen für Bedürftige gingen dazu über, Essen nicht zum Verzehr am Tisch, sondern zum Mitnehmen auszugeben. Im indischen Mumbai wurden während der Ausgangssperren im April 2020 vom internationalen katholischen Missionswerk missio Essensausgaben für hungernde Kinder und deren Familien organisiert.

#### Vereine und Parteien

##### Vereine
Viele Vereine und Verbände außerhalb des Bereichs der Politik haben im Frühjahr 2020 aufgrund der Pandemie ihre Tätigkeit zunächst (weitgehend) eingestellt und konnten in der Jahresmitte ihre Angebote nur begrenzt wieder aufnehmen. Sofern es nicht zu Vorstandssitzungen in der Form von Videokonferenzen kam, kam das Leben in vielen Vereinen ab dem Herbst 2020 (erneut) zum Erliegen. Die Pandemie hat in vielen Fällen große finanzielle Löcher in die Vereinskassen gerissen, die durch Fördermittel der einzelnen Landkreise teilweise ausgeglichen wurden. Es ist nicht absehbar, wie groß das Ausmaß der Einbußen sein wird.
Für den gesellschaftlichen Zusammenhalt sind Vereine der Bereiche Kultur, Brauchtum, Sport und Soziales unverzichtbar. Das, was das Vereinsleben aus der Sicht der Mitglieder vor allem ausmacht, ist das Zusammensein. Gerade für die älteren Vereinsmitglieder sind plötzlich die meisten Kontaktmöglichkeiten weggefallen. Auch für die Gesellschaft sind Engagement und Vereinsleben Frank Krätzschmar, dem Vorsitzenden der Thüringer Ehrenamtsstiftung, zufolge unabdingbar. Seit 2002 unterstützt die Organisation ehrenamtliches Engagement strukturell und finanziell mit Mitteln aus dem Haushalt des Freistaates Thüringen. In Thüringen seien, so Krätzschmar, 40 Prozent der Bevölkerung ehrenamtlich tätig. „Wenn die von heute auf morgen aufhören würden, würden zentrale Dinge in der Gesellschaft nicht mehr funktionieren.“ Als Folge fehlender Angebote im Breitensport wurden beispielsweise zunehmender Bewegungsmangel und Gewichtszunahmen in großen Teilen der deutschen Bevölkerung beobachtet. Bewegungsmangel ist während der COVID-19-Pandemie besonders ungünstig, da regelmäßige Bewegung einem schweren COVID-19-Verlauf vorbeugen kann.
Nicht absehbar war es 2020 und 2021, wie viele Vereine ihre Arbeit endgültig einstellen würden. Allerdings zeichneten sich in dieser Zeit ein massiver Schwund von eingetragenen Vereinen und Mitgliedern sowie ein Nachlassen der Bereitschaft zum Engagement noch nicht ab. 
Nach § 58 BGB sollen eingetragene Vereine in Deutschland in ihren Satzungen Vorschriften „über die Bildung des Vorstands, über die Voraussetzungen, unter denen die Mitgliederversammlung zu berufen ist, über die Form der Berufung und über die Beurkundung der Beschlüsse“ bestimmen. Während der Pandemie traten zwei Probleme auf:
1. Es drohte die Gefahr, dass es nicht gelingen würde, vor Ablauf der satzungsgemäßen Frist für Neuwahlen einen neuen Vorstand zu wählen.
2. Es drohte die Gefahr des Misslingens der Organisation einer Mitgliederversammlung als Präsenzsitzung, obwohl traditionell nur auf Präsenzsitzungen Wahlen durchgeführt werden dürfen. Vielen Vereinsvorständen war nicht bekannt, dass virtuelle Alternativen zu Wahlen auf Präsenzsitzungen zulässig sind (siehe unten).

Mit Wirkung vom 27. März 2020 trat das „Gesetz zur Abmilderung der Folgen der COVID-19-Pandemie im Zivil-, Insolvenz- und Strafverfahrensrecht“ in Kraft: Dieses bestimmt im 2. Artikel in § 5 Absatz 1, dass bis zum 31. Dezember 2021 ein Vorstand länger, als es in der Vereinssatzung bestimmt ist, im Amt bleiben darf. Hierzu bedarf es keiner Satzungsänderung. Entscheidend ist es nach einem Beschluss des Oberlandesgerichts Brandenburg vom 9. Juni 2020, dass der Verein über einen Vorstand verfügt und der bisherige Vorstand noch im Vereinsregister eingetragen ist. Ebenfalls ohne Änderung der Vereinssatzung dürfen (gemäß § 5 Absatz 2 des Gesetzes) bis zum 31. Dezember 2021 virtuelle Mitgliederversammlungen einberufen werden. Wahlen dürfen auf virtuellen Mitgliederversammlungen von Vereinen nur dann durchgeführt werden, wenn der Verein eine „Abstimmungssoftware“ oder ein entsprechendes Online-Tool für geheime Abstimmungen bereitstellen kann.
Vereine, die sich wirtschaftlich betätigen, führten, sofern und solange dies nicht durch Lockdown-Regelungen untersagt war, ihren Geschäftsbetrieb in der Regel weiter. Das trifft z. B. auf Einrichtungen der Behindertenhilfe zu, die von eingetragenen Vereinen, zumeist als Tochterorganisationen von Verbänden der Freien Wohlfahrtspflege, betrieben werden.

##### Parteien
Die ehrenamtliche Tätigkeit in Stadt- und Gemeinderäten sowie in Kreistagen und anderen Parlamenten durfte während der COVID-19-Pandemie nicht pausieren, da Mandatsträger in der Lage sein müssen, stellvertretend für die Bürger zeitnah rechtsverbindliche Entscheidungen zu treffen.
Die Möglichkeit, Parteitage und Hauptversammlungen von Parteien immer wieder zu verschieben, besteht nicht. Laut § 9 des deutschen Parteiengesetzes obliegt diesen Gremien und nur ihnen die Wahl des Parteivorstandes, der alle zwei Jahre gewählt werden muss. Auch Delegierte zu Parteitagen müssen von der Parteibasis gewählt werden. Ähnlich wie Mandatsträger sind Mitglieder in Vorstandsämtern ihrer Partei gehalten, auch in Pandemiezeiten ihre Funktionen auszuüben.
Mitgliederversammlungen und Parteitage dürfen nach herrschender Rechtsauffassung auch virtuell durchgeführt werden, da das Oberlandesgericht Hamm 2011 virtuelle Mitgliederversammlungen von Vereinen für prinzipiell zulässig erklärt hat und politische Parteien, für die dem Vereinsrecht analoge Regelungen gelten, „zur großen Familie der Vereine“ gehören. Von der Möglichkeit, für die Aufstellung von Kandidaten für eine (hier: Kommunal-)Wahl einen virtuellen Parteitag durchzuführen, machten erstmals im Mai 2020 die Grünen in Nordrhein-Westfalen Gebrauch.
Unklar ist, ob das Urteil des Bundesverfassungsgerichts vom 3. März 2009, das Wahlcomputer für unzulässig erklärte, von Rechts wegen auf die Situation innerhalb von Parteien in den Jahren ab 2020 anwendbar war.

#### Nachbarschaftshilfe und Selbsthilfegruppen

##### Nachbarschaftshilfe
Die Nachbarschaftshilfe während der COVID-19-Pandemie richtete sich einerseits an Personen mit bestimmten Risikofaktoren wie Alter oder Vorerkrankung in Selbstisolation und andererseits an Erkrankte und Verdachtsfälle in häuslicher Quarantäne. Vielfach wurden für die betroffenen Personen Erledigungen wie Einkaufen durchgeführt. Auch Betreuung von Kindern oder Haustieren wurde angeboten.
Das soziale Netzwerk Facebook stellte eine Funktionen namens „Community Help“ bereit, über die sich Helfende und Hilfesuchende vernetzen konnten. Die Funktion wird als Teil von Facebook Safety Check angeboten, welches bereits in früheren Katastrophenszenarien zum Einsatz kam. Bereits zuvor hatten sich Benutzer des sozialen Netzwerkes über informelle Gruppen zum Zwecke der Nachbarschaftshilfe vernetzt. Daneben werden soziale Plattformen wie nebenan.de oder nextdoor in Verbindung mit der Nachbarschaftshilfe während der Pandemie gebracht. Die Plattformen erlebten ein starkes Wachstum der Nutzerzahlen; nextdoor berichtete von einer Versiebenfachung der Nutzerzahlen während der Pandemie.
Die Ärztin und Politikerin Kirsten Kappert-Gonther bewertete das Erstarken der Nachbarschaftshilfe während der Pandemie als „bemerkenswert“ und hoffte darauf, dass sich ein „neuer, hoffentlich nachhaltiger Zusammenhalt“ auch über die Pandemie hinaus bilde. Der am Robert Koch-Institut arbeitende Netzwerkforscher Benjamin Maier bezeichnete die Solidaritätsmaßnahmen als „ehrenwert“, gleichzeitig warnte er vor einer Durchmischung von Personengruppen durch die Nachbarschaftshilfe. Diese könnte die Verbreitung des Virus begünstigen. Er riet beispielsweise dazu, nur in der unmittelbaren Nachbarschaft Hilfe anzubieten, um lange Wege und damit potentielle Kontakte zu anderen im öffentlichen Raum zu reduzieren.
Der Trend zur Nachbarschaftshilfe könnte langfristig zu einer Erstarkung der Sharing Economy und zu einer Re-Regionalisierung führen, auch wenn viele Sharing-Economy-Anbieter kurzfristig aufgrund der Kontaktbeschränkungen Einbußen erlebten.

##### Selbsthilfegruppen
Auf Social-Media-Websites bildeten sich bereits im Sommer 2020 Gruppen von Menschen, die unter Long COVID litten bzw. noch leiden. Anfangs ging es vor allem darum, dass von Long Covid Betroffene ihre Befindlichkeit schilderten.
Die Notwendigkeit, in Deutschland Selbsthilfegruppen zu gründen, wurde noch im Februar 2021 damit begründet, dass in Behörden und unter Ärzten das Wissen über mögliche Langzeitfolgen einer vermeintlich (vgl. die statistische Kategorie „Genesene“, unter der alle zusammengefasst werden, die eine COVID-19-Infektion überlebt haben und sich nicht wegen COVID-19 in stationärer Behandlung befinden) überstandenen COVID-19-Erkrankung noch sehr begrenzt sei.
Am 13. August 2020 richteten „Langzeitbetroffene“ (Selbstbezeichnung einer deutschen Selbsthilfegruppe auf Facebook) ein Schreiben an das Bundesministerium für Gesundheit. Die Gruppe wurde dem Schreiben zufolge „gegründet, um ehemals Covid-19 infizierten eine Unterstützung zu bieten und über die bislang unbekannten langfristigen Auswirkungen der Infektion in den deutschsprachigen Medien zu berichten. Zudem versuchen wir eine deutschlandweite, fachübergreifende Nachbetreuung zu organisieren.“ Die Gruppe appelliert dringend an das Ministerium,
- regionale, fachübergreifende Ambulanzen zur Akut- und Langzeitbehandlung der Langzeitbetroffenen einzurichten;
- die COVID-19-Langzeiterkrankung und die damit verbundene Arbeitsunfähigkeit öffentlich als solche anzuerkennen;
- Studien zu fördern, um die Grundlagen der Erkrankung zu erforschen;
- fachübergreifende medizinische Leitlinien zu fördern, damit Hausärzte und Internisten bundesweit der neuen Evidenz gerecht behandeln können;
- eine „Symptom-Tracking-App“ gemäß der englischen App „Zoe“ zu fördern, um schwere oder lange Verläufe vorherzusagen und zu betreuen.

Laut Vertretern von Selbsthilfeinitiativen „muss gesellschaftlich und medizinisch anerkannt werden, dass viele der Beschwerden nicht psychosomatisch begründet, sondern direkte Folgen der Corona-Erkrankung sind“. Sie beklagen, dass es an einer flächendeckenden Infrastruktur zur Unterstützung der ehemaligen Corona-Patienten mangelt.
Die Gründung von Selbsthilfegruppen, deren Mitglieder beabsichtigen, dauerhaft regional tätig zu sein und sich im Zuge von Lockerungen des Shutdowns auch in Präsenzsitzungen zu treffen, begann im deutschsprachigen Raum im November 2020.
Der Kreuzbund veröffentlichte am 11. Januar 2021, auch im Namen der fünf etablierten deutschen Sucht-Selbsthilfeverbände und der Deutschen Hauptstelle für Suchtfragen, Hinweise zu der Frage, unter welchen Bedingungen sich auch in Zeiten eines verschärften Lockdowns einzelne Mitglieder der lokalen Selbsthilfegruppen weiterhin „analog“ treffen dürfen. Die meisten dieser Hinweise sind auch von anderen Selbsthilfegruppen umsetzbar. Die Nichtbeachtung der Hinweise kann auch bei COVID-19-Selbsthilfegruppen zu Polizeieinsätzen führen.

## Entwicklung sozioökonomischer Strukturen

### Globale Entwicklungen
Verschiedene Bevölkerungsgruppen litten und leiden teilweise immer noch ungleich stark unter den Folgen des Virus. So gibt es unter Afroamerikanern in den Vereinigten Staaten überproportional hohe virusbedingte Todesraten.
Teils waren die Auswirkungen für die Bevölkerung durch das gleichzeitige Auftreten mehrerer Krisen besonders groß: In dem zuvor von Erdbeben schwer getroffenen Ort Ponce in Puerto Rico erschwerte das Virus die Aufräumarbeiten und die Unterbringung der Evakuierten unter dem Erfordernis, räumliche Distanzierung zu ermöglichen. Auf den Philippinen erschwerte die Pandemie die Evakuierung Zehntausender und allgemeiner die Unterbringung von schätzungsweise 200.000 Menschen, die wegen des Taifuns Vongfong ihre Wohnungen verlassen mussten.
Die Auswirkungen der Pandemie auf das Wachstum der Weltbevölkerung waren Demografen zufolge im Jahr 2021 noch nicht abzusehen. Eine Studie des Bundesinstituts für Bevölkerungsforschung aus dem Jahr 2021 berichtete von einer hohen Zahl von Schulabbrecherinnen in ärmeren Ländern, was statistisch mit einer höheren Kinderzahl in Zusammenhang gebracht wurde; dort fehlte zudem vielen Mädchen und Frauen der Zugang zu Verhütungsmitteln. In europäischen Staaten und den USA gingen einer UN-Studie zufolge die Geburtenzahlen unmittelbar nach dem Oktober 2020 deutlich zurück.

#### Armut und Welthunger
Mehrere Hilfsorganisationen wie die Welthungerhilfe machten darauf aufmerksam, dass der Einkommensverlust durch Arbeitsverbote zum Anstieg von Armut und Welthunger führen werde, dass also international Menschen längerfristig unter Unter- oder Mangelernährung leiden würden. Die Welthungerhilfe berichtete von weltweit rund 820 Millionen Menschen, die an Hunger litten und wegen Dürre oder ähnlichen Katastrophen über keine Rücklagen verfügen. Prognosen zufolge werden zusätzlich zwischen 35 und 65 Millionen Menschen durch die Auswirkungen der Pandemie betroffen sein und damit zur Verschärfung der globalen Hungersituation führen. Auch mit zahlreichen Toten als Folge der Unterernährung sei zu rechnen. Die Entwicklungsorganisation der Vereinten Nationen UNDP empfahl im Juli 2020 die Einführung eines temporären Grundeinkommens (basic income) für soziale Stabilität und die Eindämmung der Pandemie unter den erschwerten Lebensbedingungen ärmerer Staaten. Wirtschaftliche Wiederaufbau- und Recovery-Pläne dürften sich nicht auf große Märkte und Akteure beschränken und sollten die kleinen regionalen Geschäfte aufrechterhalten.

#### Prekäre Lebenssituationen
Es wurde 2020 angenommen, dass viele Menschen, die – beispielsweise in den USA – keine Krankenversicherung haben oder fürchten, im Fall einer Infektion ihre Arbeit zu verlieren, nicht den Anweisungen folgen würden, sich im Fall von Symptomen medizinische Hilfe zu suchen oder sich zuhause zu isolieren. In den USA gab es zudem 2020 geschätzte 10,5 bis 12 Millionen Menschen, die sich illegal im Land aufhielten und Repressalien oder Nachteile bei ihren Bemühungen um einen dauerhaften Aufenthaltsstatus befürchteten, falls sie eine Ansteckung melden oder medizinische Hilfe in Anspruch nehmen würden. Wenn Menschen trotz Symptomen am normalen Alltag teilnehmen, fördert dies immer die Ausbreitung von Viren.
Laut einer Statistik der Jobcenter in Deutschland können theoretisch 99 % der Antragsteller dessen Online-Angebot im Internet nutzen.
Nach 2021 veröffentlichten Schätzungen der Sozialwohnungsbaugesellschaft Housing Europe, die auf einer Umfrage von Eurofound beruhte, bestand die Gefahr, dass rund 10 Millionen Haushalte in Europa ihre Wohnung verlieren könnten. Hintergrund waren u. a. die auslaufenden Mietmoratorien, die infolge der Pandemie erlassen worden waren und Konflikte im Zusammenhang mit mangelnder Zahlungsfähigkeit von Schuldnern „eingefroren“ hatten. Der UN-Sonderberichterstatter für das Menschenrecht auf angemessenes Wohnen Balakrishnan Rajagopal nannte die Zahl „eine eher konservative Schätzung“

#### Ausgrenzung bzw. Diskriminierung
Wie schon während der SARS-Epidemie kam es außerhalb Asiens zu Diskriminierung und Ausgrenzung von Personen tatsächlich oder vermeintlich chinesischer Herkunft. In Deutschland wandten sich seit Beginn der Epidemie Menschen ostasiatischer Herkunft vereinzelt an die Antidiskriminierungsstelle des Bundes. Angefeindet wurden aber auch Infizierte nicht-asiatischer ethnischer Herkunft und deren Angehörigen. In der Ukraine kam es, nachdem 45 Ukrainer und 27 Staatsbürger anderer Staaten per staatlich organisierter Evakuierung aus Wuhan ausgeflogen worden waren, während der Verlegung der Menschen in ein zur Quarantänestation umgebautes Sanatorium in Nowi Sanschary am 20. Februar 2020 zu gewaltsamen Protesten von Anwohnern gegenüber den aus China eingereisten Personen. In China selbst waren Bewohner der Provinz Hubei von Diskriminierung betroffen. Es finden ebenfalls Anfeindungen des Verkaufspersonals durch Hamsterkäufer statt. In manchen Ländern kam es im Zusammenhang mit der Pandemie zu Stigmatisierungen von und Gewalt gegen Gesundheitspersonal.

#### Kriminalität
In vielen Ländern wurden Desinfektionsmittel und Schutzausrüstung aus Waren- und Reservelagern gestohlen. Auch wurde die stark gestiegene Nachfrage nach Schutzausrüstung ausgenutzt, um billig produzierte, mangelhafte und teilweise gefälschte Produkte zu verkaufen. Ein europäisches Pharmaunternehmen wurde bei der Bestellung von Schutzausrüstung um 6,64 Millionen Euro betrogen. In manchen Ländern kam es zu Angriffen auf Gesundheitspersonal, die im Zusammenhang mit der Pandemie standen.
Nach Beginn der Ausgangsbeschränkungen kam es nach Angaben der UN weltweit zu einem deutlichen Anstieg häuslicher Gewalt. Auch in einigen EU-Staaten stiegen die Fallzahlen nach Beginn der Ausgangsbeschränkungen um ein Drittel.

### Situation einzelner Bevölkerungsgruppen

#### Familien und Kinder
Das Kinderhilfswerk UNICEF erklärte, dass Kinder aufgrund der Pandemie höhere Risiken von Misshandlung, geschlechtsspezifischer Gewalt, Ausbeutung, Ausgrenzung und einer Trennung von ihren wichtigsten Bezugspersonen ausgesetzt seien. Die Schulschließungen führten bei Kindern und Jugendlichen zum Wegfall wichtiger sozialer Interaktionen, die für ihre Entwicklung notwendig sind. Nur zum Teil wurde dies durch Online-Kommunikation ersetzt, darüber hinaus wurde in einigen Staaten (z. B. China, Japan, Spanien und den USA) psychologische Hilfe durch Hotlines angeboten.
Aus einem Bericht der UNICEF geht hervor, dass in etwa einem Drittel von 140 untersuchten Ländern die Zahl der Kinder, die gewisse medizinische Maßnahmen erhielten, zurückgeht. Dazu gehören Impfungen, ambulante Behandlungen und Betreuungsangebote rund um die Geburt. Der Grund dafür sei die Angst vor Ansteckung. Auch würden noch immer rund 265 Millionen Mädchen und Jungen keine Schul-Mahlzeiten bekommen. Jeder dritte Schüler weltweit sei von Schulschließungen betroffen – das sind insgesamt 572 Millionen.
Weltweit nahm 2020 die Zahl der Teenager-Schwangerschaften zu. Während der Schulschließungen und pandemiebedingten Beschränkungen wurden insbesondere in Ländern Süd- und Ostafrikas viele Mädchen wegen sexueller Gewalt oder Kinderheirat schwanger oder weil sie nicht wussten, wie sie sich schützen sollten. Nach Schätzungen von Kinderschutzorganisationen könnten bis zu einer Million Mädchen in Afrika vom Schulbesuch ausgeschlossen werden, weil sie während der Corona-Schließungen schwanger geworden sind.
In Deutschland appellierten Ende März 120 Hochschullehrende an die Öffentlichkeit, dass der Schutz von Kindern in der Corona-Krise verbessert werden müsse. So seien viele fremdplatzierte Kinder und Jugendliche aus Wochengruppen, Heimen und Psychiatrien „nach Hause entlassen“ worden, teils sei der direkte Kontakt zu den Familien eingestellt worden. Auch der Städtebund und der Kinderschutzbund warnten Anfang April vor verdeckter Gewalt gegen Kinder in der Krise. Zwar würden die Jugendämter versuchen, über Telefon, Mail oder Videoanrufe Kontakt zu den Familien mit Hilfebedarf zu halten, es seien aber auch Hausbesuche nötig. Hierfür müssten die Mitarbeiter der Jugendämter zu den „systemrelevanten Berufen“ gewählt werden und mit Schutzkleidung ausgerüstet werden. Der Vorsitzende der Bundesarbeitsgemeinschaft Landesjugendämter (BAG) Lorenz Bahr wies auf zunehmende Inobhutnahmen im städtischen Umfeld, konkrete Zahlen gebe es aber frühestens nach einem Jahr. Der Missbrauchsbeauftragte der Bundesregierung Johannes-Wilhelm Rörig eröffnete am 9. April 2020 eine Website mit Hilfsangeboten und richtete einen „dringenden Appell an die Bevölkerung, in der aktuellen dramatischen Situation Kinder nicht aus den Augen zu verlieren“. Das Statistische Bundesamt berichtete später, dass im Jahr 2020 insgesamt 45.400 Kinder in Obhut genommen worden waren – weniger als im Vorjahr – und eine hohe Dunkelziffer zu befürchten sei.
In Spanien wandte sich Vizeregierungspräsident Pablo Iglesias Turrión am 23. April 2020 direkt an die Kinder, dankte ihnen für ihre Anstrengungen und bat sie wegen der Ausgangssperre und der Einschränkungen, die sich daraus für sie ergeben, um Entschuldigung. Ab diesem Tag wurde die bis dahin geltende nahezu absolute Ausgangssperre dahingehend gelockert, dass Kinder unter 14 Jahren einmal am Tag – beschränkt auf eine Stunde Dauer und einen Umkreis von bis zu einem Kilometer von der Wohnung – in einer Gruppe von höchstens drei Kindern aus demselben Haushalt in Begleitung eines erwachsenen Haushaltsmitglieds spazieren gehen, Rollschuh laufen oder Fahrrad fahren dürfen.
Anhand einer qualitativen, nicht repräsentativen Studie, die aus einer Analyse von Blogbeiträgen von Eltern in Deutschland beruht, zeigte die Konrad-Adenauer-Stiftung Anfang Mai 2020 einen besonderen Unterstützungsbedarf von Eltern während der Pandemie auf. Beziehungsnetzwerke seien durch Schul- und Kitaschließungen, Kontakteinschränkungen und den Ausschluss der Großeltern aus der Betreuung kurzfristig weggebrochen, auch warme Mahlzeiten in Kita und Schule weggefallen. Das Aufwachsen der Kinder sei wieder zu „einer reinen Privatsache“ geworden, mit einer Retraditionalisierung elterlicher Rollen. Eltern sähen sich als Hauptleidtragende der Situation, deren Bedürfnissen aber keine Priorität eingeräumt werde. Die Betreuungsfunktion der Schule und ihre Bedeutung als Lebensort für Kinder werde ausgeblendet. Zudem sei das Unterrichtsmaterial nicht für eine selbständige Erarbeitung durch die Schüler geeignet. Wichtig sei, einen sanften Einstieg in den Schulbetrieb zu ermöglichen und sicherzustellen, dass Eltern auch politisch wahrgenommen werden und dass die Perspektive der Kinder eine stärkere Berücksichtigung finde. (Siehe auch: COVID-19-Pandemie in Deutschland#Auswirkungen auf die Arbeitsteilung in Familien.)
In Deutschland kündigte die Regierung im Januar 2021 an, die Kinderkrankentage für 2021 zu verdoppeln (pro gesetzlich krankenversichertem Elternteil 20 statt 10 Tage, bei Alleinerziehende 40 statt 20), die bei einer pandemiebedingten häuslichen Betreuung von Kindern, auch im Fall von Home Office, genutzt werden können.
Die Deutsche Gesellschaft für Kinder- und Jugendmedizin (DGKJ) und die Deutsche Adipositas-Gesellschaft (DAG) warnten im Juni 2021, bei Kindern habe man „einen klaren Anstieg an Adipositas“ und bei Jugendlichen „eine deutliche Zunahme der Neumanifestationen von Typ-2-Diabetes“ beobachtet. Laut DAK-Gesundheitsreport 2020 wurden im Jahr 2020 in Krankenhäusern 60 % mehr Mädchen und Jungen aufgrund einer Adipositas behandelt als im Vorjahr. Der DAK-Vorstandschef erklärte hierzu, die Krankenhausdaten zeigten „alarmierende Folgen der Pandemie für die Gesundheit der Kinder und Jugendlichen“.
Als Besorgnis erregend wurde der dauerhafte Wegfall von im Unterricht erworbenen Kompetenzen durch den lang andauernden Unterrichtsausfall vor allem in den Ländern des Globalen Südens bewertet, der das erzielbare Lebenseinkommen der von dem Ausfall Betroffenen vermutlich lebenslang verringern werde.

##### Bildung (Schulschließungen)

Länder, die im Verlaufe der Pandemie Schulschließungen beschlossen hatten. (Stand: siehe Wikimedia Commons)
Regionale Schulschließungen
Landesweite Schulschließungen
Keine Schulschließungen
Keine Daten

Im Verlauf des März 2020 beschlossen betroffene Staaten regionale oder landesweite Schulschließungen. Auch weitere Bildungseinrichtungen, wie Kindergärten, Hochschulen oder Institutionen der Erwachsenenbildung waren betroffen, in einigen Staaten dauerten die Schließungen über mehrere Monate an. Die UNESCO (Organisation der Vereinten Nationen für Bildung, Wissenschaft und Kultur) meldete am 7. April 2020, dass weltweit über 91 % der Schüler bzw. Studenten von Schließungen ihrer Bildungseinrichtungen betroffen waren, das waren mehr als 1,5 Milliarden Lernende in 188 Staaten. Im Vergleich zum 24. März 2020 mit 1,3 Milliarden Lernenden in 138 Staaten war dies ein erneuter Anstieg. Die Schließungen hatten beispiellose Auswirkungen für Lehrkräfte, Schüler bzw. Studenten, Eltern und Betreuer, die Staatsregierungen standen vor der Herausforderung, das Weiterbestehen der Bildung sicherzustellen.
Bei Wiedereröffnung von Schulen nach teilweise 200 Schließungstagen waren Schulen in ärmeren Ländern „vor allem damit beschäftigt, ihre Schüler einzusammeln“. Als problematisch erwies sich dabei die schlechte Erreichbarkeit von Schülern in abgelegenen Gegenden in Verbindung mit dem Fehlen zeitgemäßer Kommunikationsmittel sowie der Druck auf Kinder, das Familieneinkommen wegen der Verschlechterung der ökonomischen Lage ihrer Eltern durch Erwerbsarbeit zu erhöhen.
Dazu führten die meisten Staaten Modalitäten des Distanzlernens ein oder erweiterten bereits vorhandene Verfahren, unter Verwendung des Internets und spezieller Onlineplattformen. Lehrkräfte und Schulverwaltungen wurden aufgefordert, die Kommunikation mit Schülern und Eltern über E-Mail oder andere Anwendungssoftware aufrechtzuerhalten und den Lernenden auf diese Weise Übungsmaterialien zu senden oder auf Lektionen auf Onlineplattformen zurückzugreifen. Die UNESCO führt auf einer Website das Angebot an Massive Open Online Courses (MOOC) (englisch, etwa „riesige offene Online-Kurse“, vergleiche Open Educational Resources) Plattformen auf, ergänzt um weitere Angebote des digitalen Lernens. Für die elektronische Kommunikation wurden mitunter auch Videokonferenzen genutzt. Lerninhalte wurden in mehreren Staaten (z. B. Argentinien, China, Costa Rica, Deutschland, Frankreich, Iran, Kroatien, Mexiko, Peru, Ruanda, Saudi-Arabien, Senegal, Spanien, Südkorea, Thailand und Vietnam) auch über das Fernsehen und andere Medien verbreitet, in der Türkei wurde seit dem 23. März 2020 Fernunterricht im Staatsfernsehen TRT gesendet, der mit Lehrpersonen und dem türkischen Bildungsministerium entwickelt wurde.
Experten äußerten Bedenken zur Gerechtigkeit dieser neuen Lernformen, da Kinder und Jugendliche benachteiligt werden, die nicht den notwendigen Zugriff auf diese Informations- und Kommunikationstechnik haben, da ihnen entweder die Endgeräte fehlen oder der Internetzugang nicht oder nur schlecht vorhanden ist. Einzelne Staaten (z. B. China oder Frankreich) versuchten, diesen Problemen zu begegnen, indem Endgeräte (leihweise) zur Verfügung gestellt wurden oder es Zuschüsse für Mobilfunkverträge oder andere Telekommunikation gab. Auch Hotlines für technische Fragen wurden eingerichtet. Andere Staaten setzten auf das Versenden von Aufgaben per Post.
Für viele Eltern bzw. Erziehungsberechtigte oder Betreuer führten die Schulschließungen zu Problemen bei der Vereinbarkeit von Familie und Beruf, da sie nun die Kinder und Jugendlichen in ihrer neuen Lernumgebung unterstützen mussten, oft neben der eigenen Arbeit oder anderen Verpflichtungen. Daher gab es in einigen Staaten online Beratung durch Pädagogen, Kurse oder Plattformen, die von Eltern und Lehrern zum Austausch genutzt werden konnten. Falls keine Ausgangsbeschränkungen verhängt worden waren, konnten regelmäßige Besuche der Lehrpersonen in den Familien erfolgen. Bei Schülern ohne Kontakt zu ihrer Schule während der Schließungszeit, vor allem in Form von Homeschooling, sind die nach den Sommerferien in „normalen“ Jahre beobachtbaren Effekte verstärkt zu finden: Mit der Dauer der Absenz vom Unterricht gehen bereits erworbene Kompetenzen verloren. Dazu kommt noch das Ausbleiben des normalen Lernfortschritts. Allgemein ist bei längerer Schulabsenz eine „Entfremdung von der Schule“ zu beobachten. Vor allem durch die immer schwerer zu behebende Unfähigkeit von Schülern, einfache Texte zu lesen und zu verstehen, werden Kinder in der Vorpubertät nach Angaben der Weltbank unter die „Bildungsarmutsgrenze“ fallen. Den 72 Millionen betroffenen Schülern werden mindestens 10 Billionen € an Lebenseinkommen entgehen, das sie ohne die COVID-19-bedingten Schulschließungen hätten erzielen können.
Längere Schulschließungen wirkten sich auch auf Abschlussprüfungen aus, in vielen Ländern wurden diese Prüfungen für alle Schulformen verschoben, zum Teil wurden auch Online-Prüfungen durchgeführt. In Japan und Thailand wurden im März 2020 Abschlussprüfungen mit besonderen Regelungen durchgeführt, um die Teilnehmer vor Infektionen zu schützen, dabei wurde vor allem die Anzahl der Prüflinge an einem Termin begrenzt. In einigen US-amerikanischen Bundesstaaten wurden Abschlussprüfungen im Schuljahr 2019/2020 abgesagt.
Ende Februar 2021 warnte die UNO angesichts von mehreren Hundert Millionen Schülern weltweit, die seit den Schulschließungen keinen Unterricht mehr erhielten, vor einem „globalen Bildungsnotstand“. In einem Bericht wies die Organisation Oxfam darauf hin, dass die Pandemie die Bemühungen, das Bildungsgefälle zwischen den Staaten zu reduzieren, zunichte mache. Weil Entwicklungshilfebudgets gekürzt wurden und weltweit Gelder aus dem Bildungssektor in die Gesundheitssysteme abflossen, vergrößerten sich die Abstände. Während Kinder in Europa bis Ende Februar 2021 im Schnitt zehn Wochen Schulzeit verloren hatten, waren es in weiten Teilen Südamerikas, Afrikas und Südostasiens bis zu 200 Tage. Bereits im Februar 2021 seien weltweit 150 Millionen Kinder durch COVID-19-bedingte Schulschließung in die Armut zurückgefallen. Zudem sei vor allem für Schüler aus Slums die Schule der einzige Ort, an dem sie hinreichend viel zu essen und zu trinken bekämen. Durch Schulschließungen breite sich unter diesen Schülern Hunger aus. Weltweit sind bis Februar 2021 39 Milliarden Schulessen ausgefallen. Die Aussetzung der Schulspeisungen hatte gravierende Auswirkungen auf sozial schwache Länder. Daher ging man beispielsweise in Argentinien, Japan und einigen US-amerikanischen Bundesstaaten dazu über, das Schulessen an die Familien auszuliefern oder die Möglichkeit anzubieten, es sich unter Wahrung der Hygienevorschriften in der Bildungsstätte abzuholen.

#### Obdachlose und Bettler
Auch Obdachlose und Bettler waren von dem internationalen Gesundheitsnotstand stark betroffen. So analysieren Harriet Wolff und Sebastian Wells von der taz: „Wer sich als Obdachlose(r) bis jetzt in deutschen Städten mit dem Verkauf von Straßenzeitungen und Pfandsammeln durchgeschlagen hat, hat gerade fast immer das Nachsehen.“ Als weiteren Grund, der Bettler trifft, nennen sie: „Wer es sich leisten kann, zahlt während Corona mit Karte und hat oft nichts mehr Bares zum Spenden dabei.“

#### Drogenabhängige
Angesichts der Gefährdung von Drogenabhängigen wurden Möglichkeiten der Substitutionsbehandlung vorübergehend erweitert – auch für diejenigen, die sich bisher noch in Substitutionstherapie befanden.

#### Situation in Flüchtlingslagern
Besondere Sorge bereitet den Experten die mögliche Ausbreitung in Ländern mit unzureichenden Gesundheitssystemen, überfüllten Flüchtlingslagern und marginalisierten Elendssiedlungen.
Während der Pandemie schlossen im April Italien, Malta und Libyen ihre Häfen für private Seenotrettungschiffe, die im Zuge der Flüchtlingskrise im Mittelmeer eingesetzt wurden.
André Bochow schrieb für die Neue Berliner Redaktionsgesellschaft: „Überall werden Menschen dazu aufgefordert, soziale Kontakte einzuschränken. In den überfüllten Lagern ist das ein Ding der Unmöglichkeit.“
Ende März 2020 gab es zunehmend die Forderungen nach Räumungen, beispielsweise des Flüchtlingslagers Mória auf der griechischen Insel Lesbos. Dort waren durch die Ausbreitung von SARS-CoV-2 sowohl die mehr als 20.000 Flüchtlinge wie auch die Inselbevölkerung gefährdet. Weder die griechische Regierung noch die EU-Kommission wollten die Flüchtlingslager auf Lesbos räumen. Pläne, zumindest 1600 unbegleitete Kinder und Jugendliche in EU-Länder zu evakuieren, wurden durch die Pandemie verschoben. Am 2. April 2020 wurden 3.000 Menschen im Flüchtlingslager Ritsona, 75 Kilometer entfernt von Athen, unter 14-tägige Quarantäne gestellt, nachdem bei einer entbundenen Frau der Virustest positiv verlaufen war. Am 15. April 2020 begann die Evakuierung einzelner Flüchtlingskinder aus Griechenland, beginnend mit der Ausreise von zwölf Flüchtlingskindern nach Luxemburg; am 18. April 2020 sollen 50 Flüchtlingskinder nach Deutschland ausreisen.

#### Marginalisierte Romasiedlungen
Besondere Sorge bereitete Experten 2020 insbesondere die Möglichkeit der Ausbreitung in marginalisierten Elendssiedlungen, in denen Angehörige der nationalen Minderheiten der Roma in vielen Staaten leben müssen. Beim Umgang mit der Risikogruppe von in Elendssiedlungen kumulierten Roma kommt ethnische Diskriminierung und Ungleichbehandlung erschwerend hinzu. Insbesondere wird kritisiert, dass die Maßnahmen dem Schutz der Dominanzbevölkerung dienen und nicht dem der nationalen Minderheiten der Roma.
Als zuvor vergessene Risikogruppe kamen im April 2020 „Hunderttausende Roma in Elendssiedlungen“ in Mittel- und Südosteuropa aus ebensolchen Gründen medial in den Blick. Hier bahne sich, wie Keno Verseck in der Deutschen Welle meldete, „ein Corona-Desaster an. Doch statt den Betroffenen zu helfen, setzen Regierungen oft Polizei und Militär ein.“ So warnte Željko Jovanović, Leiter des Roma-Programms der Open Society Foundation, davor, die Versorgung von armen Roma weiter wie bisher zu vernachlässigen. „Bisher hat die Mehrheitsgesellschaft den Umstand ignoriert, dass Arbeitslosigkeit unter Roma schlecht für die ganze Wirtschaft ist und dass rechtsextreme Angriffe auf Roma schlecht für die Demokratie sind ... Jetzt muss klar sein, dass der Gesundheitsschutz für Roma direkte und sofortige Konsequenzen für Nicht-Roma hat.“
Krasimir Kanew, Leiter des Helsinki-Komitees in Sofia, sagte in Zeit online dazu: „Weil einzelne Eingereiste unter Quarantäne stehen, werden dem ganzen Roma-Kollektiv strikte Maßnahmen auferlegt. Gegenüber den anderen Bulgaren sind die Maßnahmen hingegen individuell. Das zeigt, dass die Roma als kollektive Gefahr für die Gesundheit der Bulgaren angesehen werden.“ Dies sei ethnische Diskriminierung. „An das Risiko, dass die Roma sich durch diese Maßnahmen untereinander anstecken könnten, denkt dabei niemand“, so Kanew. Er stellte klar: „Das sind Verletzungen der UN-Menschenrechtskonvention“.

### Kommunikation und soziale Interaktion

#### Soziales Miteinander

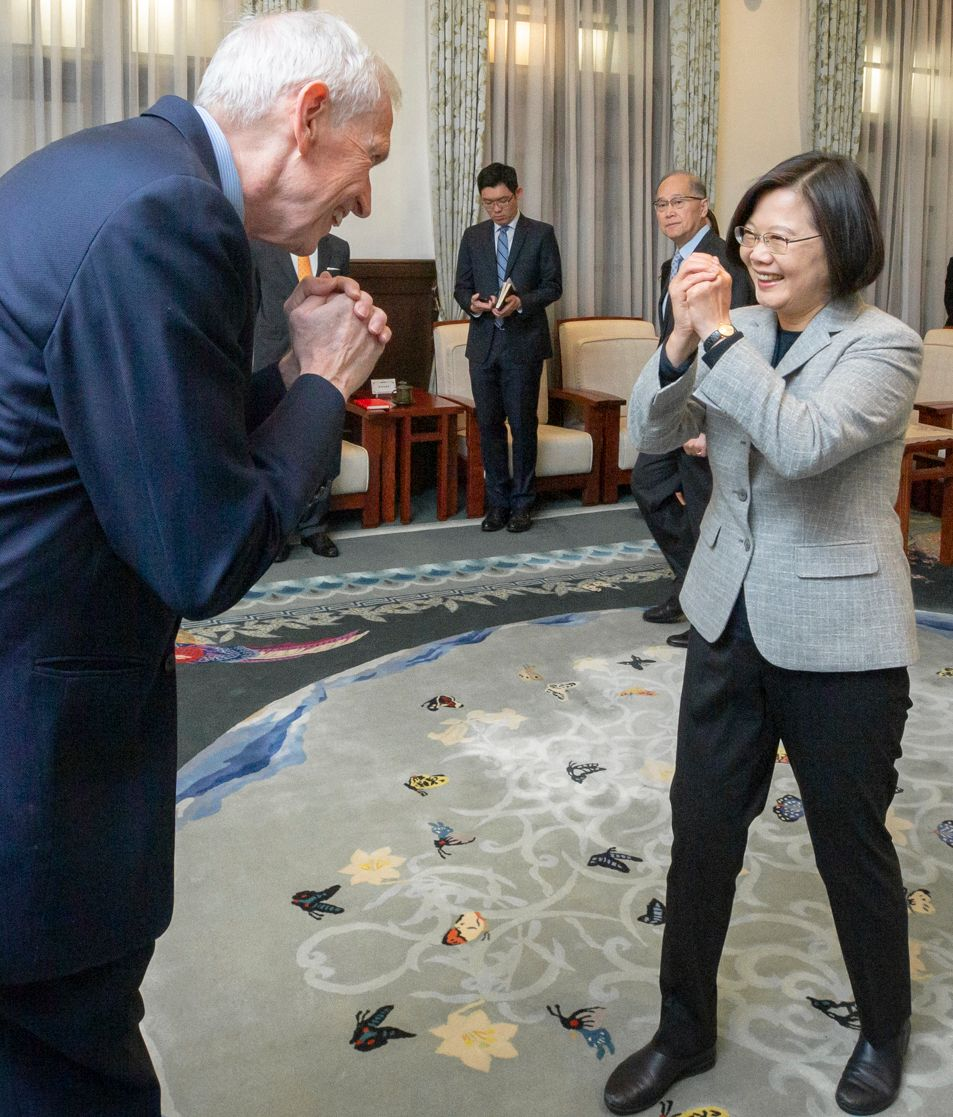
Taiwans Präsidentin Tsai Ing-wen (rechts) verwendet am 5. März 2020 eine traditionelle chinesische Grußgeste statt Händeschütteln.

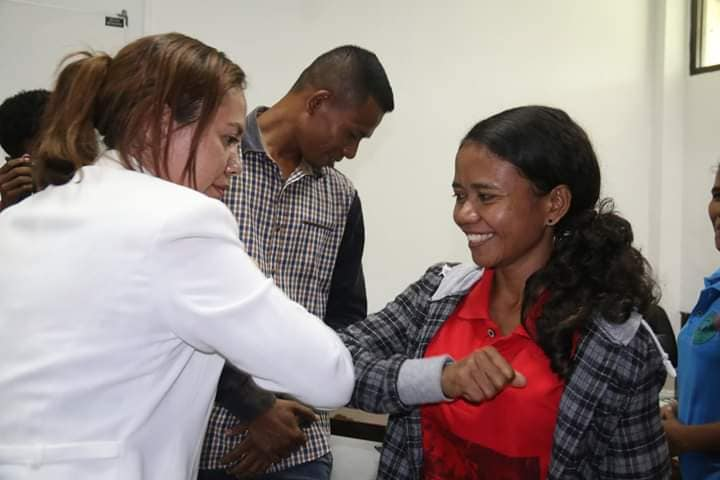
Osttimors Vize-Gesundheitsministerin Amaral (links) zeigt am 10. März 2020, wie man sich in Zeiten der Corona-Epidemie ohne Händegeben begrüßt.

Zur Verhinderung der Virusverbreitung wurden Anfang März 2020 allgemeine Hygieneregeln propagiert, die auch zum Schutz vor Influenza und anderen ansteckenden Krankheiten dienen. So sollte beispielsweise das Händeschütteln vermieden werden. Das führte zu neuen Gesten bei der Begrüßung, wie das gegenseitige Berühren mit der Außenseite der Ellbogen, was im US-amerikanischen Raum als „elbow bump“ bezeichnet wurde. In verschiedenen Ländern entwickelten sich unterschiedliche Gesten, so sollte man sich beispielsweise in Frankreich in die Augen schauen, im Iran und anderen Ländern des Nahen und Mittleren Ostens war der „Fußschlag“ statt Handschlag üblich, also die Füße oder Fußspitzen gegeneinander zu stoßen, und in Singapur wurde der eigentlich in Thailand übliche Wai-Gruß empfohlen.
Wenige Tage später, als Infektionen mit SARS-CoV-2 nachgewiesen werden konnten, galt es, die Ausbreitung des Virus einzudämmen und Risikogruppen vor einer Infektion zu schützen (vergleiche Abschnitt Gesellschaftliche Vorbeugung im Pandemieartikel), dazu wurden weltweit Ausgangssperren oder Ausgangsbeschränkungen in Kraft gesetzt, mit unterschiedlichen Folgen:
Während angeordneter Ausgangssperren kam es zu neuen Ausdrucksformen des Zusammenhalts: In Italien wurden für den 13., 14. und 15. März Flashmobs mit Gesang an Fenstern und Balkonen verabredet, in Spanien bedankten sich Menschen am Abend des 14. März 2020 landesweit mit Ovationen an Fenstern und Balkonen bei Ärzten, Sanitätern, Krankenpflegern und anderen Helfern. Ähnliche Solidaritätsbekundungen gab es beispielsweise in Deutschland, Frankreich und Griechenland. In Italien und anderswo musizierten und sangen Menschen gemeinsam von Balkonen und Fenstern aus. Mit einem Musikvideo bedankte sich das Landespolizeiorchester NRW, gemeinsam mit NRW-Innenminister Herbert Reul, am 11. April bei den Bürgern für ihr vernünftiges Verhalten in der Krise.
Nachdem es trotz Ausgangsbeschränkungen im März 2020 vereinzelt zu Verstößen vor allem durch junge Menschen gekommen war (sogenannte Corona-Partys), warnte WHO-Generaldirektor Tedros Adhanom Ghebreyesus diese Gruppe davor, das Virus zu unterschätzen: „Das Virus könnte Euch wochenlang ins Krankenhaus bringen – oder Euch sogar töten.“ Er appellierte, soziale Kontakte zu minimieren und räumliche Distanz zu halten, um andere Menschen zu schützen. Der Aufruf zur Isolierung zu Hause wurde von den Medien aufgegriffen, in den sozialen Medien beispielsweise mit den Hashtags #StayTheFuckHome, #IStayAtHome, #MeQuedoEnCasa, #FiqueEmCasa und #WirBleibenZuhause. Ähnliche Aktionen gab es von Mitarbeitern des Gesundheitswesens, die zum Beispiel Fotos von sich in Schutzkleidung in den sozialen Medien veröffentlichten, mit der Bitte „Wir bleiben für euch hier … bitte bleibt für uns zuhause!“
Als Auswirkung der räumlichen Distanzierung wurde der physische Kontakt zu Familienmitgliedern, die nicht im selben Haushalt wohnen, oder zu Bekannten stark eingeschränkt, in Regionen mit Ausgangssperren sogar ganz unterbunden. Hiervon waren insbesondere Senioren betroffen. Alternativen des sozialen Kontaktes wurden per Smartphone, Tablet und Laptop durchgeführt, neben Chatten, Telefonieren und Videotelefonieren kamen – ähnlich wie in der Arbeitswelt – auch Videokonferenzen mit mehreren Gesprächspartnern als Ausgleich für verschobene Familienfeiern oder gemeinsame Unternehmungen am Wochenende zum Einsatz. Private Kontakte ebenso wie Sportkurse, Gottesdienste und Bildung wurden auf Videokonferenzen verlagert.
In manchen Ländern kam es zu Stigmatisierungen von Gesundheitspersonal, die als Überträger der Pandemie betrachtet wurden.
Die sozialen Interaktionen verlagerten sich verstärkt auf Videotelefonie und Chats (siehe hierzu auch: #Telekommunikation).
Der Soziologe Hartmut Rosa stellte 2021 fest, dass in der Pandemie und durch diese einerseits Aggressivität, andererseits aber auch „eine Art von Lethargie und Erschöpfung“ entstünden. Als eine mögliche Erklärung nennt er in Anlehnung an Randall Collins, dass Menschen normalerweise Energie aus sozialen Interaktionen erhalten.
Nach Angaben des VDH war in Deutschland im Jahr 2020 die Nachfrage nach Hunden deutlich erhöht. Zugleich durften Hundeschulen und Hundetrainer pandemiebedingt keine Einzel- und Gruppentrainings durchführen, so dass Hundehalter kaum die Möglichkeit hatten, sich fachgerecht begleiten zu lassen. Im März 2021 war in allen Bundesländern zumindest das Einzeltraining wieder ermöglicht worden.

### Entwicklungsziele für Pandemiegeschädigte

#### Schüler mit (befürchteten) Leistungsrückständen
Die im Folgenden angeführten Ziele galten 2021 als teilweise gemeinsam erreichbar, teilweise als in einem Spannungsverhältnis untereinander stehend. Deutlich wird das an den Forderungen der Hamburger Elternkammer nach Chancengleichheit im Abitur 2021:
Einerseits sollte die Prüfung die Chancen der Prüflinge im Jahr 2021 im Wettbewerb mit anderen Jahrgängen wahren. Daher sei „[a]m Anforderungsprofil des Hamburger Abiturs […] festzuhalten, um es nicht zu entwerten und eine jahrgangsübergreifende Vergleichbarkeit und Wettbewerbsfähigkeit sicherzustellen. Auch einen coronabedingten ‚Zensurenbonus‘ soll es nicht geben.“

Andererseits führten Präsenzunterrichtsausfälle zu Lücken in den Kompetenzen der Schüler. Lehrer seien „darum in besonderer Verantwortung, den individuellen Lernstand der Schüler*innen in den Blick zu nehmen und sie dabei zu unterstützen, Lücken aufzuholen mit dem Ziel die Abiturprüfungen gut vorbereitet zu erreichen.“

#### Generationengerechtigkeit
Margit Osterloh und Bruno S. Frey, bekannte Vertreter der Wirtschaftswissenschaften im Rentenalter, betonten im Dezember 2020, dass bei der Bekämpfung der COVID-19-Pandemie vor allem mehr Generationengerechtigkeit hergestellt werden müsse: „Die Älteren haben ein hohes Gesundheits- und Sterberisiko. Ihr wirtschaftliches Risiko ist aber dank ihrer Rente in den meisten Fällen gering. Auch ist ihre Lebensqualität nur wenig eingeschränkt. Fernsehen, Kochen, Lesen und alte Reisefotos hervorholen kann man sogar eine Zeitlang geniessen. Die Jüngeren hingegen haben kaum ein Sterbe- und nur ein geringes Gesundheitsrisiko, aber sie tragen erhebliche wirtschaftliche und soziale Lasten. Diejenigen, die gegenwärtig unseren Wohlstand erarbeiten oder sich in Schule und Ausbildung darauf vorbereiten, bangen zu einem grossen Teil um ihre Existenz oder ihre Zukunftschancen.
Hinzu kommt, dass viele durch Quarantäne und Homeschooling geschädigte Kinder weniger lernen und zu einem deutlich höheren Anteil pädagogischer und psychologischer Betreuung bedürfen. Diese steht aber nicht ausreichend zur Verfügung, weil zahlreiche Betreuungspersonen selber in Quarantäne stecken. Auch wird die Lebensqualität der Jungen stark beeinträchtigt. Sie können ihre Treffpunkte in Klubs, an den Hochschulen und anderen Ausbildungsorten nicht mehr aufsuchen, vom Reisen ganz zu schweigen. Sie müssen zukünftig – bei geringeren Einkommenschancen wegen der verordneten massiven Rezession – neben der steigenden Rentenlast auch noch die steigende Last der Corona-Schulden tragen.“
Der Jugendforscher Klaus Hurrelmann erklärte, dass Jugendlichen und jungen Erwachsenen Spielräume fehlten, die für ihre Entwicklung entscheidend seien, und kritisierte, die Politik habe junge Menschen in der Krise vergessen. Eine Forschungsgruppe um den Soziologen Michael Corsten untersucht, welche langfristige Folgen sich für die Lebensplanung junger Menschen in Deutschland ergeben. Allerdings warnen Helga Pelzäus und Jana Heinz vor „Stereotypisierungen von Jung und Alt in der Corona-Pandemie“. So sei es beispielsweise verfrüht, junge Menschen, die Anfang der 2020er Jahre Schüler, Auszubildende und Studierende waren, als eine „Generation Corona“ zu definieren.
Bereits 2020 befassten sich deutsche Gerichte mit dem Thema „Schulabschlüsse und Prüfungen unter Corona-Einschränkungen.“ Die Gerichte geben einhellig zu, dass die Geburtsjahrgänge, deren Schulabschlüsse in die Zeit der Pandemie fallen, im Vergleich zu früheren Jahrgängen benachteiligt seien. Eben deshalb, so das Verwaltungsgericht Braunschweig, sei es wichtig, dass allen Schülern des Abschlussjahrgangs 2020 reguläre Abschlüsse ermöglicht worden seien und sie nicht durch „Not-Abschlüsse“ oder eine Verschiebung der Prüfungen langfristig in ihrer Bildungsbiographie und bei Bewerbungen benachteiligt würden. Eine wesentliche Ungleichheit innerhalb des Schulabgänger-Jahrgangs 2020 vermag des VG Braunschweig nicht zu erkennen, da alle Schüler Opfer derselben äußeren Bedingungen (vor allem in Gestalt von Homeschooling und geschlossenen Bibliotheken) geworden seien.

#### Reduzierung sozialer Ungleichheit
In ihrer Studie „Das Leben in Deutschland im Ausnahmezustand“ untersuchte ein Team der Universität Mannheim in den ersten beiden Quartalen des Jahres 2020 die materielle Lage, die Befindlichkeit und die Ansichten einer Zufallsstichprobe von Menschen in Deutschland während der COVID-19-Pandemie. Bei der Beschäftigungssituation seit Beginn der Corona-Krise habe es dem Bericht zufolge starke Unterschiede nach Bildungs- und Einkommensgruppen gegeben. Deutlich mehr Personen mit hohem Bildungsabschluss und gutem Verdienst hätten im Home-Office gearbeitet, Personen mit niedrigem Bildungsabschluss seien dagegen stark von Freistellungen und Kurzarbeit betroffen gewesen. So hätten 44 Prozent der Personen mit Hochschulabschluss im Home-Office gearbeitet, bei Personen mit Real- oder Hauptschulabschluss habe dieser Anteil nur bei 15 bzw. 10 Prozent gelegen. Die Möglichkeit zum Home-Office sei eher den Erfordernissen der Tätigkeit als der familiären Situation gefolgt.
Die Landeszentrale für politische Bildung Baden-Württemberg fasste 2021 die Befunde der Universität Mannheim dahingehend zusammen, dass „[i]nsbesondere die unteren Bildungs- und Einkommensschichten […] von den negativen wirtschaftlichen Folgen betroffen“ seien. „Der Anteil der Personen, die freigestellt werden, in Kurzarbeit müssen oder ihre Arbeit verlieren, ist zudem höher, je niedriger der Bildungsstand ist.“
Eine Verschärfung der sozialen Ungleichheit bewirkte die COVID-19-Pandemie auch unter Schülern. Das Verwaltungsgericht Braunschweig stellte in seinem Beschluss vom 12. Oktober 2020 (AZ 6 B 160/20) fest, dass „[p]andemiebedingte Beeinträchtigungen […] grundsätzlich hingenommen und durch Selbstdisziplin und Eigenverantwortung ausgeglichen werden“ müssten. Diese Beeinträchtigungen „führen nicht dazu, dass die Noten bei Abschlussprüfungen angehoben werden dürfen.“ Die Klägerin hatte geltend zu machen versucht, dass sie durch den Zwang, sich in einer Zweieinhalbzimmerwohnung unter ständiger Anwesenheit einer vierköpfigen Familie auf ihre Abschlussprüfungen vorbereiten zu müssen, durch die schlechtere Ausstattung mit Hilfsmitteln und die Unfähigkeit, sich alles Lernmaterial selbst kaufen zu können, erheblich im Vergleich zu besser situierten Mitschülern benachteiligt sei. Das Verwaltungsgericht Berlin räumte in seinem Beschluss vom 12. April 2020 (AZ 3 L 155.20) ein, dass keine gleichen Startbedingungen in der Schülerschaft bestünden. Dieser Sachverhalt sei aber nicht COVID-19-bedingt. Er habe schon vor 2020 bestanden und müsse durch die Politik, nicht durch die Justiz entschärft werden.

#### Geschlechtergerechtigkeit
Durch die COVID-19-Krise veränderte sich das Geschlechterverhältnis in der Sorgearbeit. Es waren vor allem Frauen und Mütter, die durch die Pandemie-Situation zusätzlich belastet wurden. Es waren zum großen Teil Mütter, die während der Schul- und Kita-Schließungen die Betreuung von Kindern übernahmen und sich in einer doppelten Verantwortung sahen. Für Frauen mit Kindern war es daher schwieriger, ihrer regulären Erwerbsarbeit nachzugehen. Besonders gravierend traf dies Alleinerziehende. Mütter zogen sich aus dem Arbeitsmarkt zurück und reduzierten ihre Arbeitszeit um durchschnittlich zwanzig Prozent, während sich gleichzeitig die Zeit für Kinderbetreuung und Haushalt erhöhte. In Haushalten mit mindestens einem Kind unter 14 Jahren reduzierten 27 Prozent der Frauen, aber nur 16 Prozent Männer ihre Arbeitszeit, um die Kinderbetreuung zu gewährleisten. Bei Haushalten mit geringerem oder mittlerem Einkommen fiel die Diskrepanz noch größer aus. Familien mit wenig Geld konnten es sich häufig nicht leisten, auf das meist höhere Gehalt des Mannes zu verzichten.
Aktuelle Studien zeigen aber auch, dass zahlreiche Väter in der Pandemie – teilweise zum ersten Mal in ihrem Leben – die Betreuung von Kindern übernahmen. Kurzarbeit und Arbeitslosigkeit belasten Frauen und Männer etwa gleichermaßen.
Zur Zeit der Ausgangs- und Kontaktbeschränkungen im Frühjahr 2020 in Deutschland waren Frauen verstärkt von häuslicher Gewalt betroffen, vor allem wenn die Familien in Quarantäne mussten oder akute finanzielle Sorgen hatten. Im April 2020 forderte UN-Generalsekretär António Guterres die Mitgliedsstaaten der Vereinten Nationen auf, den Schutz von Frauen und Mädchen vor Gewalt durch ihre Partner, Väter oder andere Mitbewohner in den Reaktionsplänen gegen die Coronavirus-Pandemie aufzunehmen.

## Psychologische Folgen
Devora Kestel, die WHO-Direktorin für psychische Gesundheit, kritisierte, dass die Psyche „ein vergessener Aspekt von Covid-19“ sei. „Die Trauer um gestorbene Corona-Opfer, Vereinsamung, Einkommensverluste und Angst lösen psychische Erkrankungen aus oder verschlimmern bereits bestehende Erkrankungen.“ Viele Menschen reagieren demnach auf ihre Probleme mit „erhöhtem Alkohol- und Drogenkonsum, Schlaflosigkeit und Angstzuständen“. Obwohl alle Regionen der Welt betroffen sind, gelang es reichen Staaten laut WHO besser, Dienstleistungen im Kampf gegen psychische Probleme aufrechtzuerhalten. Dreißig Prozent der zwischen Juni und August 2020 befragten Staaten aber gaben an, dass vor allem die Notfall- und Medikamentenversorgung Betroffener unter der Krise litten.

### Veränderungen im Gehirn ohne Infektion mit SARS-CoV-2
Henning Beck (Neurowissenschaftler), Peter Falkai (Max-Planck-Institut für Psychiatrie), Ulrich Hegerl (Stiftung Deutsche Depressionshilfe) und Jochen Staiger (Zentrum für Neuroanatomie Göttingen) haben untersucht, auf welche Weise sich durch die Reaktionen auf die COVID-19-Pandemie das menschliche Gehirn auch ohne Infektion mit SARS-CoV-2-Viren zum Negativen hin verändert und welche Folgen sich daraus ergeben:
- Wird der Nucleus accumbens seltener durch soziale Kontakte aktiviert, fühlen sich davon Betroffene im Alltag weniger motiviert.
- Fehlende Tagesstrukturen wirken sich dahingehend negativ auf den präfrontalen Cortex aus, dass es zu Unkonzentriertheit, leichterer Ablenkung und Schwierigkeiten kommt, sich zu fokussieren.
- Durch fehlende Inspiration wird der „default mode modus“ des Gehirns seltener aktiviert, der dem Gehirn erlaubt, abzuschweifen und „über den Tellerrand zu schauen“. Das führt zu sinkender Kreativität und „Grübelstimmung“.
- Viele negative Eindrücke beeinflussen den Hippocampus negativ. Dadurch werden Gedächtnis, Lernen und Erinnern beeinträchtigt. Durch Dauerstimulierung des Hippocampus fällt es schwerer, Gedächtnisinhalte zu organisieren.
- Chronischer Stress stimuliert die Amygdala. Durch die Ausschüttung von Hormonen wie Cortisol oder Noradrenalin entstehen Angst, Trauer oder Wut.

Henning Beck zufolge wird durch die genannten Einflüsse das Gehirn nicht zu einem „Lockdown-Gehirn“ umgebaut. Allerdings leidet unter ihnen die Psyche von Kindern und Jugendlichen stärker als die von Erwachsenen.

### Neue bzw. verstärkte psychische Erkrankungen bzw. Befindlichkeitsveränderungen
Die Pandemie löst bei vielen Menschen Ängste davor aus, an COVID-19 schwer zu erkranken, womöglich sogar zu sterben. Starke Angst hiervor kann zu zwischenmenschlichen Problemen führen. Generell stieg die Zahl psychisch Erkrankter in Deutschland seit März 2020.
Eine Studie der Universität Mainz hingegen kommt zu dem Ergebnis, dass zwar „[i]n der Selbsteinschätzung […] sich eine körperliche und seelische Belastung der Bevölkerung“ zeige, allerdings scheine „der Lockdown bisher keine starken Effekte auf Ängstlichkeit und Traurigkeit zu haben.“ Jede 25. Person in der Bevölkerung habe Verschwörungsgedanken hinsichtlich der Pandemie.
Eine Gruppe von Autoren des „Spiegel“ zitiert in der Titelgeschichte „Das erschöpfte Land. Corona – der Schadensbericht“ das Ergebnis einer Befragung von COSMO (COVID-19-Snapshot-Monitoring, s. u.), wonach sich die Quote der Befragten, die ihre Situation als belastend empfinden, von 33 % im September 2020 auf 64 % im Februar 2021 fast verdoppelt habe. „Das mit dem portugiesischen Wort ‚Saudade‘ bezeichnete Gefühl von Schwermut durchzieht jetzt weithin die Gesellschaft und befällt Menschen aller Altersgruppen.“, konkretisieren die „Spiegel“-Autoren zusammenfassend – im Hinblick auf die psychische Befindlichkeit der Deutschen – ihre Titelaussage: „So geht es uns“.
Die Telefonseelsorge verzeichnete im März 2020 eine deutlich erhöhte Anruferzahl.
Eine Umfrage der Universität Basel, an der 11.000 Personen aus der gesamten Schweiz teilnahmen, zeigt, dass der Anteil der Personen mit schweren depressiven Symptomen von 9 Prozent im April auf 18 Prozent im November 2020 zugenommen hat; vor Beginn der Pandemie lag er noch bei 3 Prozent. Der Anteil der Personen, die über maximalen Stress berichten, nahm von 11 auf 20 Prozent zu.
Eine Auswertung der im Vereinigten Königreich durchgeführten Understanding-Society-Befragung zeigte einen negativen Einfluss der Pandemie auf die Lebenszufriedenheit auf.

### Erschwerte Therapie psychischer Erkrankungen
Die Pandemie erschwert Psychotherapien vor allem durch das Gebot der räumlichen Distanzierung. Bei jedem Zweiten an einer Depression Erkrankten in Deutschland fiel ab dem März 2020 die Therapie aus. Nur für einen kleineren Teil der Patienten waren Telefon- und Videosprechstunden eine gute Alternative. Jeder zehnte an Depression Erkrankte erlebte sogar, dass ein geplanter Klinikaufenthalt nicht stattfinden konnte.

### Mögliche Maßnahmen

#### Resilienzförderung
Heinz Renner, Professor für Persönlichkeitspsychologie und Psychologische Diagnostik an der Universität der Bundeswehr München, hält es für wichtig, dass Menschen in der COVID-19-Krise ihr „psychisches Immunsystem“ stärken. Sie müssten lernen, „resilient“ auf typische psychische Auswirkungen der COVID-19-Krise wie die Angst vor einer eigenen Ansteckung oder der Ansteckung nahestehender Personen, die Angst vor einem Verlust der finanziellen und ökonomischen Existenz, aber auch sozialen Stress infolge des nun intensiveren „Aufeinanderhockens“ in der Familie oder Einsamkeit zu reagieren.
Renner empfiehlt,
- das Gebot der „räumlichen Distanzierung“ nicht als „soziale Distanzierung“ im Sinne einer Aufgabe jeder Art von Kontakten misszuverstehen;
- in Mehrpersonenhaushalten Rückzugsmöglichkeiten zu schaffen, und zwar für alle Haushaltsmitglieder, auch in kleinen Wohnungen;
- anderen Menschen, zu denen Kontakte erhalten bleiben, mit „Wohlwollen, Güte und Nachsicht“ zu begegnen;
- neue tägliche Strukturen und positive Rituale zu entwickeln und dabei genügend Zeit einzuplanen, in der man das tun kann, wozu man Lust hat;
- aufzuschreiben, was einem durch den Kopf geht und welche Gefühle man erlebt;
- sich besonders gesund zu ernähren, ausreichend zu schlafen und an der frischen Luft zu bewegen;
- sich oft zu entspannen und in eine „regenerative Gegenwelt“ abzutauchen;
- den Einzelhandel, Kinos, kleine Unternehmen etc. durch den Kauf von Gutscheinen finanziell zu unterstützen;
- anderen Menschen Hilfe anzubieten, z. B. beim Einkaufen oder beim Einrichten einer Videokonferenz;
- sich bei „Corona-Helden“ in den Lebensmittelgeschäften, Apotheken, Krankenhäusern, Pakettransportdiensten usw. zu bedanken;
- die kleinen positiven Dinge im Alltag, die „daily uplifts“, bewusst wahrzunehmen;
- nicht rund um die Uhr COVID-19-Nachrichten und Talkshows zu verfolgen.
- die Unbestimmtheit über die weitere Entwicklung und die aktuellen Einschränkungen zu akzeptieren und sich bewusst zu machen, dass Menschenleben gerettet werden;
- die Zuversicht nicht zu verlieren, dass „[a]uch diese Krise […] vorübergehen“ wird.

#### Berücksichtigung von Erkenntnissen der Aerosolforschung
Von besonderer Bedeutung für den Umgang mit pandemiebedingten Ängsten sind Erkenntnisse der Aerosolforschung. Laut der Gesellschaft für Aerosolforschung findet die Übertragung der SARS-CoV-2-Viren fast ausnahmslos in Innenräumen statt. Im Freien werde das Virus nur „äußerst selten“ übertragen und führe nie zu sogenannten Clusterinfektionen. Daraus folgt, dass Ängste vor Infektionen durch Kontakte im Freien sich auf ein möglicherweise vernachlässigbares Restrisiko beziehen.
Das wiederum hat Konsequenzen für die Beurteilung der Verhältnismäßigkeit staatlicher und kommunaler Restriktionen, die sich auf im Freien ausgeübte Verhaltensweisen beziehen, sowie auf das Ausmaß von Kontakten, die Individuen eigenverantwortlich vertreten können. So wurde etwa beim Rückgang der 7-Tage-Inzidenzen am Ende der „dritten Welle“ in vielen Ländern relativ früh eine Bewirtung von Gästen im Freien (Außengastronomie) wieder zugelassen.
Die Bedeutung des Aufenthalts im Freien, insbesondere des Genusses von Gartenanlagen, die auch ohne COVID-19-Schnelltest besucht werden dürfen, solange keine Räumlichkeiten betreten werden, betont die Hausherrin auf Schloss Ippenburg, Viktoria Freifrau von dem Bussche: „Das letzte Jahr [2020] hat gezeigt, wie gut es Menschen in Corona-Zeiten tut, Gärten voller Schönheit und Fülle zu besuchen. Mit einer Fläche von 60.000 m² bietet der Ippenburger Garten genügend Raum auch unter AHA-Bestimmungen. Auch das hat das letzte Jahr gezeigt.“

#### Umgang mit Reaktanz
Wann immer Menschen in ihrer Freiheit durch Zwang eingeschränkt werden, ist mit Reaktanz als möglicher Reaktion hierauf zu rechnen.
Im Januar 2021 stellte COSMO fest, dass der Anteil derer, die im Verlauf der COVID-19-Pandemie auf Maßnahmen, deren Sinn sie nicht einsehen, mit Reaktanz reagierten, seit dem Jahreswechsel 2020/2021 von 24 auf 32 % gestiegen sei. Im Juli 2021 meldete COSMO, dass bis zu diesem Zeitpunkt alle Formen von Schutzverhalten gegen eine Infektion mit SARS-CoV-2 tendenziell seltener praktiziert würden, obwohl 62 Prozent der Befragten davon ausgingen, dass es in den folgenden Wochen wieder mehr Infektionen geben werde. Seinen Höhepunkt erreichte das Ausmaß der gemessenen Reaktanz COSMO zufolge am 23. März 2021.
Im April 2021 stellte der NDR fest, dass viele Vermieter von Ferienwohnungen an der Nordsee sich trotz der Androhung hoher Geldbußen nicht an das damals dort geltende Beherbergungsverbot hielten. Trotz ihrer Kenntlichkeit als „Fremde“ hatten deutsche Urlauber mit Kraftfahrzeugen auf der eigentlich für sie gesperrten Insel Amrum im Frühjahr 2021 keine Probleme, mit der Fähre auf die Insel zu gelangen. Die Neigung, Nachbarn anzuzeigen, die illegal Ferienwohnungen vermieteten, hielt sich in engen Grenzen. Dem NDR zufolge ist es kaum zu Ermittlungen gegen verdächtige Vermieter von einer der über 60.000 Ferienwohnungen in Niedersachsen gekommen.
Das Robert Koch-Institut kritisierte im November 2021, dass viele Deutsche sich wieder so verhielten wie vor Beginn der Pandemie, obwohl die Bedrohung durch SARS-CoV-2 vermutlich noch lange Zeit nicht als „Restrisiko“ werde bewertet werden können.
Ein Beleg für diese These ist ein Vorfall in der Stadt Friesoythe am 12. November 2021. Trotz der dort geltenden 2G-Regel hatten auch Ungeimpfte in einen Club zu einer Feier Einlass gefunden, für die mit dem Motto: „Feier wie früher!“ geworben worden war. Am späten Abend hielten sich in dem Club deutlich mehr Besucher als zulässig auf. Im Landkreis Cloppenburg, zu dem die Stadt Friesoythe gehört, gab es damals die niedersachsenweit deutlich höchste 7-Tages-Inzidenz (mehr als 340 mit COVID-19 Infizierte auf 100.000 Einwohner). Nachdem bekannt worden war, dass alle Anwesenden von der Polizei und Personal des Landkreises Cloppenburg kontrolliert werden sollten, brach eine Panik aus, die mehrere Verletzte zur Folge hatte. Der Club musste auf behördliche Anordnung am gesamten Wochenende geschlossen bleiben.
Umstritten ist die Frage, ob eine Erhöhung des Drucks auf „Reaktante“ die meisten von ihnen zu einem „vernünftigen Verhalten“ motiviert. Im Oktober 2021 wurde eine Analyse des „European Covid Survey“ (ECOS) bekannt, der zufolge Ungeimpfte sich darin bestärkt fühlten, die Impfung gegen Covid-19 abzulehnen, wenn der Druck aus Gesellschaft und Politik zunehme. In Österreich zeigte sich jedoch im November 2021, dass die Bestimmung, wonach Ungeimpfte am Arbeitsplatz den Folgen einer 3G-Regelung, in der Öffentlichkeit hingegen denen einer 2G-Regelung unterworfen werden, zu einer massiven Erhöhung der Impfbereitschaft führte. Ein Festhalten an der (erlaubten) Weigerung, sich impfen zu lassen, hätte für Arbeitnehmer regelmäßige Testungen zur Folge; in ihrer Freizeit würden sie an einer Vielzahl von Eingängen als Ungeimpfte abgewiesen.

### Ergebnisse empirischer Forschung

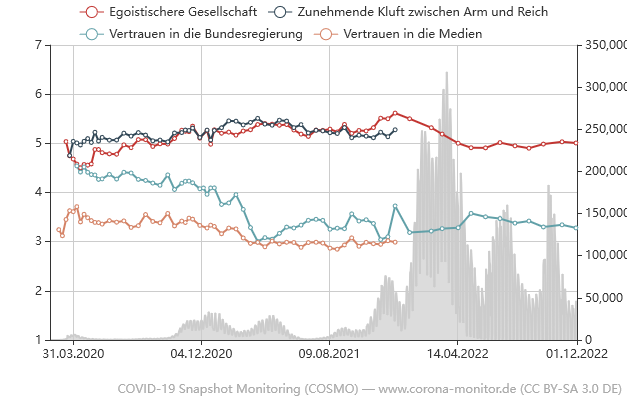
COSMO-Studie – Befragung – Welle 70 Ende November 2022
Wie viele Sorgen machen Sie sich, dass ... Egoistismus / Arm und Reich
1 (sehr wenig Sorgen) bis 7 (sehr viele Sorgen)
Vertrauen in die Bundesregierung/Medien, dass sie in der Lage sind, gut und richtig mit dem Coronavirus umzugehen?
(1–Sehr wenig Vertrauen / 7–Sehr viel Vertrauen)
Skala rechts: Anzahl COVID-19-Neuinfektionen

#### Projekt COSMO
Im März 2020 schlossen sich Wissenschaftler der Universität Erfurt, des Robert Koch-Instituts, der Bundeszentrale für gesundheitliche Aufklärung, des Leibniz-Instituts für Psychologie, des Science Media Centers, des Bernhard-Nocht-Instituts für Tropenmedizin und des Yale Institute for Global Health zusammen, um regelmäßig Ergebnisse der Studie „(COSMO)“ zu veröffentlichen. Das Projekt befasst sich mit den Themen „Risikowahrnehmung und Sorgen“, „Lebenszufriedenheit, Belastung und psychische Ressourcen“, „Wissen und Verhalten“, „Akzeptanz und Ablehnung politischer Maßnahmen“, „Vertrauen, Ärger, Demonstrationsbereitschaft“, „Impfungen“ und „Pandemiemüdigkeit“.

#### COPSY-Studie
Das Universitätsklinikum Hamburg-Eppendorf (UKE) veröffentlichte im Juli 2020 eine „COPSY (Corona und Psychologie)“ genannte Studie, in der die Ergebnisse einer Befragung von Kindern und Jugendlichen zu ihrem psychischen Befinden präsentiert wurden. Die Studie zeigt, dass die Herausforderungen der Pandemie und die damit im sozialen Leben einhergehenden Veränderungen die Lebensqualität und das psychische Wohlbefinden von Kindern und Jugendlichen verringern und das Risiko für psychische Auffälligkeiten erhöhen. Die meisten Kinder und Jugendlichen fühlen sich belastet, machen sich vermehrt Sorgen, achten weniger auf ihre Gesundheit und beklagen häufiger Streit in der Familie. Bei jedem zweiten Kind hat das Verhältnis zu seinen Freunden durch den mangelnden physischen Kontakt gelitten.

#### TUI-Jugendstudie 2021
Am 16. Juni 2021 wurde die Fünfte TUI-Jugendstudie mit dem Titel „Junges Europa 2021. So denken Menschen zwischen 16 und 26 Jahren“ veröffentlicht. Das erste Kapitel der Studie befasst sich mit dem Thema „Die Lebenswelt junger Menschen in der Pandemie“.
Die TUI-Stiftung fand als Auftraggeberin der Studie heraus, dass
- sich die Lebenssituation bei vielen jungen Europäern durch die Pandemie finanziell verschlechtert habe und es ihnen psychisch „nicht gut“ gehe;
- 39 Prozent ihren Job verloren und/oder finanzielle Einbußen erlitten haben. In Griechenland betrifft dies sogar 55 Prozent der Befragten;
- in allen Lebensbereichen die jungen Menschen Belastungen als hoch bewerten. Das betrifft den schulischen und beruflichen Alltag, Karriere und Ausbildungsthemen sowie die Auswirkungen der Pandemie auf das öffentliche und soziale Leben, also auch Hobbys, Freizeit und Reisen. Große Sorgen macht sich die Mehrheit der jungen Europäer, dass diese Belastungen auch in Zukunft noch hoch sein werden;
- Einschränkungen der Freiheits- und Bürgerrechte, die durch Maßnahmen zur Bekämpfung der Pandemie vorgenommen wurden, als stark empfunden werden (61 Prozent);
- junge Menschen, die selbst erkrankt sind bzw. waren oder Personen kennen, die an Corona erkrankt oder verstorben sind, die Belastungen als besonders hoch empfinden und sich größere Sorgen in Bezug auf anhaltende Belastungen in der Zukunft machen.

#### HCHE-Studie 2023
Auf einer Pressekonferenz mit Bundesfamilienministerin Lisa Paus (Bündnis 90/Die Grünen) wurde am 6. Juli 2023 eine Expertise vorgestellt, welche die Universität Ulm in Kooperation mit dem Hamburg Center for Health Economics (HCHE) der Universität Hamburg im Auftrag des Bundesministerium für Familie, Senioren, Frauen und Jugend erstellt hat.
Während der Corona-Pandemie waren Kinder und Jugendliche in Deutschland psychosozialen Belastungen ausgesetzt, die bei einem Teil der Betroffenen zu emotionalen Störungen oder Verhaltensproblemen bis hin zu psychischen Erkrankungen (hauptsächlich Depression, Angststörung und Essstörung) mit langfristigen Folgen geführt haben.
Die Autoren der Studie (Jörg Fegert, Vera Clemens, Andreas Jud, Eva-Maria Wild et al.) haben berechnet, welche Folgekosten von den Krankheitsbildern durch zusätzliche Gesundheitskosten sowie Kosten durch spätere Arbeitsunfähigkeit und Arbeitslosigkeit entstehen könnten.
Die Modellierung zeigt eine Bandbreite mit unterer und oberer Grenze der gesamtgesellschaftlichen Folgekosten:
- 32,3 Millionen Euro Gesundheitskosten Kinder und Jugendlicher bei der Annahme, dass 25 Prozent der zusätzlichen Neuerkrankungen pandemiebedingt in den Jahren 2020 und 2021 aufgetreten sind (100 Prozent der Neuerkrankungen: 129,3 Millionen Euro),
- 161,7 Millionen Euro Gesundheitskosten im Erwachsenenalter pro Jahr bei gleichbleibender Transitionsrate (Anteil derjenigen, die im Erwachsenenalter weiterhin unter dem Krankheitsbild aus der Kindheit/Jugend leiden) wie vor der Pandemie (30 Prozent höhere Transitionsrate: 328 Millionen Euro),
- 2,1 bis 4,1 Milliarden Euro Kosten durch Arbeitsunfähigkeit im Erwachsenenalter pro Jahr durch den Ausfall an Bruttowertschöpfung und
- 553,1 Millionen bis 1,2 Milliarden Euro Kosten durch Arbeitslosigkeit im Erwachsenenalter aufgrund der drei ausgewählten psychischen Krankheitsbilder.

### „Cave-Syndrom“
Der Begriff Cave-Syndrom setzt sich zusammen aus dem englischen Wort Cave für Höhle und dem in der Medizin/Psychologie definierten Fachbegriff Syndrom. Cave-Syndrom ist aber kein medizinisch/psychologischer Fachbegriff – er wurde vielmehr medial geprägt.
In den Medien versteht man unter Cave-Syndrom psychische Probleme, die durch die Rücknahme von Verhaltensregeln zum Schutz vor COVID-Erkrankungen entstehen können. Die Anspielung auf Höhle soll dabei darauf hinweisen, dass Menschen auch bei Aufhebung von sozialen Kontaktbeschränkungen sich in ihre Wohnung zurückziehen.

## Echo in Kultur und Medien
Die Pandemie war über Monate ein dominantes Thema im Alltag sowie in den Medien. Deshalb kam es naturgemäß zu einer vielfältigen kulturellen und medialen Reaktion.

### „Boomer remover“
In sozialen Netzwerken kursiert für den COVID-19-Erreger der Name „boomer remover“ als Meme. Der Name, der in etwa mit „Baby-Boomer-Entferner“ übersetzt werden kann, bezieht sich darauf, dass besonders ältere Menschen der Generation der Baby-Boomer und noch ältere zu den Risikogruppen gehören. Durch die hohe Mortalität in dieser Altersgruppe könnte die Alterspyramide verändert werden, die Pandemie also der zunehmenden Überalterung der westlichen Gesellschaften – und damit auch dem seit Jahrzehnten diskutierten Kollaps des Altersversorgungssystems durch ein unausgewogenes Verhältnis von Rentenbeitragszahlern und Rentenempfängern – entgegenwirken. Es werden Stimmen laut, die Corona-Partys oder mangelnde räumliche Distanzierung unter jungen Menschen nicht nur für die Fahrlässigkeit mangelnder sozialer Empathie halten, sondern für billigende Inkaufnahme von Todesopfern aus Eigennutz oder sogar für mutwilligen Sozialdarwinismus. In den Vereinigten Staaten wird zudem diskutiert, ob dieses Verhalten als Revanche an den Generationen, die das Opfer junger Menschen in Kriegseinsätzen zum Vorteil des älteren Establishments in Kauf genommen haben, zu sehen sei.

### Mediale Aufarbeitung
Medien berichteten von vorsorglicher Bevorratung von Lebensmitteln und Hygieneartikeln durch Privathaushalte, was teils kritisch als „Hamsterkäufe“ bewertet wurde. Der Sozialpsychologe Clifford Stott bezeichnete die Bevorratung hingegen als eine rationale Strategie in einer Situation, in der sich im Sinne einer selbsterfüllenden Prophezeiung eine Knappheit abzeichne. Er riet Medien zu einer Berichterstattung, die Beispiele für Altruismus hervorhebe, und empfahl Solidarität unter Nachbarn.
In den Medien wurden vielfach charakteristische Aspekte der Pandemie wie das Tragen von Gesichtsmasken, Anweisungen zu sozialer Distanz, Homeoffice und Hamsterkäufe (Nudeln, Toilettenpapier) thematisiert und teilweise mit großem Ernst, teilweise satirisch aufgearbeitet.

### Falschinformationen und Verschwörungstheorien
Während der Pandemie wurden besonders in sozialen Medien viele Falschinformationen, Fake News und Verschwörungstheorien dazu verbreitet, meist ohne jeden Beleg. Wissenschaftler vergleichen die Menge der Desinformation mit der Wissenschaftsleugnung, etwa der AIDS-Leugnung am Anfang der HIV-Epidemie, zu der ebenfalls eine Vielzahl an Verschwörungstheorien, Gerüchten und Falschbehauptungen aufkam. Tedros Adhanom Ghebreyesus, Generaldirektor der WHO, betonte in seiner Rede am 15. Februar 2020, dass neben dem Kampf gegen die Epidemie auch ein Kampf gegen Fake news nötig sei, deren Verbreitung er als genauso gefährlich einstufte. Er appellierte an die sozialen Medien, der Verbreitung von Falschinformationen und Gerüchten entgegenzutreten.